# 闇狩人
『闇狩人』（やみかりうど）は、坂口いくによる日本のストーリー漫画。および同作に端を発して発表されている一連のシリーズ作品の総称。
なお、本項目においては同作を主軸に置いて執筆された『我竜京介 PUBLIC FILE』（がりゅうきょうすけ パブリックファイル）『闇狩人異伝 -Dの軌跡-』（やみかりうど いでん ディーのきせき）『新 闇狩人』（しん やみかりうど）などの関連する作品についても記述する。

## 作品概説
作品発表時の現代社会を舞台として、法で裁くことのできない悪人たちを、その被害に遭った者たちの恨みの声を受けて人知れず暗殺する殺人代行者である「闇狩人」の活躍を描いたピカレスクロマン。必殺シリーズに似たコンセプトを持つ作品であるが、実際、作者の坂口が同シリーズに影響を受け、そのリスペクトの元に執筆したオマージュ作品という面がある。そのため作者の坂口自身がジャンプ・コミックス版第1巻にて「坂口いくの必殺シリーズとでも思ってほしい」と記している。
『我竜京介 PUBLIC FILE』についてはここでは省略し、後述の該当する節にて述べる。

### 闇狩人
※本稿では単行本に記載された話数で記述し（後述）、続編にあたる後継作品では本編を「第1シリーズ」もしくは「旧作」と表記する。
『月刊少年ジャンプ』（集英社）1987年12月号に読み切りとして『闇狩人（ダークハンター）』のタイトルで初掲載され、1988年2月号から1990年3月号の2年間連載された。連載化に伴いタイトルの読みが「ダークハンター」から「やみかりうど」に変更された。本作が坂口の初連載作品でもある。
バブル景気や受験戦争、積木くずし（家庭崩壊の発端）の時代を背景に、表の顔は高校生、裏の顔は法で裁けぬ悪を殺す秘密の稼業・闇狩人である間武士の活躍を中心に描いているが、のち連載が続くにつれて主人公以外の闇狩人も登場する半群像劇となっていった。
連載終了後も年1-2のペースで描いていくことを明らかにしており、単行本最終巻のあとがきでは新たなキャラクターが出来上がったと記されていた。のちに本編とは切り離された別の闇狩人の物語である『闇狩人 -蛍-』、間が闇の世界に戻る出来事を描いた『闇狩人 家族の肖像』、幕末を舞台に「人を斬れぬ剣客」間源之介を主人公とした『無名の剣』（むみょうのけん）が描かれている。なお『無名の剣』は後にホーム社（集英社の関連出版社）の漫画雑誌「コミック時代活劇」に連載された『新選組隊外記 無名の剣』のプロトタイプでもある。また、同作者の別作である『きりんBREAK A ROAD』（ぶんか社）とも世界観が共有されている（同作2話に本作のキャラクターである我竜京介が登場する）ことが明かされている。
闇狩人本編に関しては「ジャンプ コミックス」として全6巻と「家族の肖像」・「蛍」・「無名の剣」が収録された短編集が刊行され、1998年にホーム社発行の「ジャンプコミックス・セレクション」から復刻（全5巻、短編集は復刻されなかったが、「無名の剣」のみ特別読切として5巻に収録された）。復刻に伴い加筆修正が行われた。以下本稿ではジャンプコミックス版を「JC版」、JCセレクション版を「復刻版」と記述する。
2016年に舞台（戯曲・演劇）化され上演された（舞台に関しては後述）。
また後述する『闇狩人⊿』の連載に先行する形で同作と同じくホーム社のウェブコミックサイト『Z』にて2017年8月25日より『闇狩人 SELECTION 最終改訂版』として本シリーズより著者自身が自薦する6話のストーリーの配信が行われ、現在は連載第1話であるACT.2の「スターダストメモリー」がRe ACT1として掲載されている。この配信についてはベースとなった復刻版及び外伝『蛍』からさらに坂口自身による配信時現在の時代や表現に合わせた加筆修正が行われている。更に2021年6月の『Δ』電子書籍版最終巻刊行に合わせ、一部エピソードがオールカラー化された『闇狩人SELECTION』がジャンプコミックス・デジタルより配信された。タイトルについては長いということで「最終改訂版」を取ったタイトルとなり、タイトルロゴは『⊿』のを使用している。
本作の話数表記は後述する後継作品も含めてすべて「ACT 〇〇（数字）」とナンバリングされており（作品によりACTと数字の間の句読点が異なるが、本稿では各シリーズに準拠する）、基本的に1話完結形式だが複数話にまたがるエピソードもあり、連載版と単行本版では話数にズレが生じる関係上、特記のない限り単行本の話数で記述する。

### 闇狩人異伝 Dの軌跡
『月刊少年ジャンプ』の増刊号である『ジャンプオリジナル』に1994年1月号、同年9月号、1995年2月号と3回にわたり単発のシリーズ読切作として掲載された作品。
幼いころの不慮の事故によりPTSDを患い心を閉ざしたことが原因で、人との関りを拒絶し自身の生への執着を失い、その果てに闇の世界に足を踏み入れてしまった高校生である飛高大悟を主人公としたシリーズ。
最終章において本編にも登場した我竜京介が「本職の闇狩人の代表」として登場している。これは本作の設定に『我竜京介 PUBLIC FILE』とのリンクがあるため。
単行本収録にあたっては作品の冒頭と最後に、物語のイメージとして宮沢賢治の詩が一部引用されている。冒頭に引用されたのが『無声慟哭』の冒頭と終盤の抜粋を結合させたものであり、最後に引用されたのが『青森挽歌』の終盤の抜粋。これらの抜粋はちくま文庫の『宮沢賢治全集』からとられている。

### 新 闇狩人 / 闇狩人⊿
『Dの軌跡』終了後、20年近くの空白期間を置いて発表されたシリーズ。現実世界と同様、初作のシリーズとなる『闇狩人』から20年以上の時が過ぎた、混迷する現代（2010年代）を舞台に、女子高生の闇狩人である士堂瑠璃の活躍と、その周囲の人々を描いた一連のシリーズ。『Dの軌跡』と同様に前シリーズ作から主人公交代が行われているものの、第1シリーズ主人公である間武士などに代表される『闇狩人』の登場人物や縁者が引き続き主要登場人物としてスピンインしており、初作シリーズからの実質上の続編となっている。
まず『新 闇狩人』として『月刊ビッグガンガン』（スクウェア・エニックス）において、2016年4月号から2017年7月号まで連載された。単行本は雑誌刊行元から出されたビッグガンガンコミックスより全3巻。「The lazuline rope 」（訳意：瑠璃色のロープ、訳意がACT 6のサブタイトルとしても使われた）の副題がついている。この作品においては坂口は漫画原作者として関わっているため、前作より継承されるコンセプトの監修、新規のストーリープロットおよび絵コンテまでを受け持ち、それを元に細川真義が作画を担当する作品となっている。本作が細川の初連載作品（短期集中作を除く）となる。
単行本2巻での坂口描き下ろしのページによると、復刻版作業中の1998年に基本構想が浮かび、復刻版第1巻のカバー折り返しに士堂瑠璃に似たカラス口を加えた女性のカットが描かれているなど人物の構想もできており、旧作（最終回）から20年後の2010年頃までに発表出来ればと考えていたが、坂口自ら流浪の漫画家と言うほど複数の出版社に断られた結果当初の予定から大幅にずれ込むこととなり、紆余曲折を経ての復活となった。
単行本においては初版発行の書籍帯において、第1巻では浅田弘幸から、第2巻ではタカヒロから、それぞれ激励・推薦の言葉を貰っている。
前述の通り『新 闇狩人』としては2017年7月号で連載を終了したが、その直後にスクウェア・エニックス社から出された最終単行本となる3巻の初版書籍帯において、ホーム社のウェブコミックサイトである『Z』にて新規シリーズ作の連載が行われることが告知された。
その上で告知通りウェブコミックサイト『Z』において、2017年の9月8日更新分より新シリーズ作である『闇狩人⊿』（やみかりうど デルタ）が開始され2021年3月12日更新分まで配信された。なお、主人公は前シリーズから引き続き士堂瑠璃が務めており、作画も同様に細川が継続して手掛けている。そのため『闇狩人⊿』は実質上『新 闇狩人』から地続きとなる続編となっている。本シリーズでは新たに通常話よりページ数の少ない「ACT 〇.5」とナンバリングされるストーリーが追加されている（ACT 9～23までの末尾が3と9の話の次話に設定されている）。この話は新たなストーリーのプロローグやエピローグなどに充てられている。
『闇狩人⊿』の単行本は2018年2月よりサイト運営元であるホーム社を発刊担当社として「集英社ホームコミックス」レーベルから発刊されるが、電子書籍版に関してはホーム社の親会社である集英社から「ジャンプ・コミックス デジタル」レーベルで発刊されており、発売担当元はどちらも集英社ではあるものの書籍版と電子書籍版が異なるレーベルで発刊されている。なお、ジャンプ・コミックスとしてはデジタル（電子書籍）版限定ではあるが『闇狩人異伝 Dの軌跡』より23年ぶりに『闇狩人』シリーズ作品がラインナップに復活することとなった。
2018年および2019年にはライブリーディングイベント『ことだま屋本舗EXステージ「ことだま屋×Z」』で『闇狩人⊿』が上演された。概要については後節にて述べる。
2020年2月14日更新分より『週刊ヤングジャンプ』のスマホ向け漫画アプリ『ヤンジャン!』にて『闇狩人⊿』の配信がスタートする。『Z』と同じく毎月第2期金曜日の配信となるが、最新話の配信ではなくACT 1から始まる毎月1話ずつの、電子書籍版の内容での配信となる。

## 闇狩人とは
法で裁けぬ人の恨みを、被害者・遺族に代わって裁く「殺人代行者」。遥か昔から名を変え姿を変えて存在しているが、表向きは嘱託殺人の対象が社会的に悪人だった例から自然発生的に生まれた都市伝説扱いになっている。
報酬金額は決まっておらず、額で見る者もいれば、恨みの正当性や無念さを重視し、金額にはこだわらない者もいるなど様々。組織だって動く者と単独で依頼を受ける者がいるが、本作で登場する闇狩人はほとんど後者。また、そのために「闇狩人」同士でも立場や主義によって行動を異にしていることも多いため、必ずしも一枚岩の存在ではなく、場合によっては対立や殺し合う立場になることもある。ただし「筋の通らない依頼」は受けないという不文律は存在し、個々の相互利益の調整を行っている闇狩人も存在する。そうした闇狩人は自然発生的に地域毎の管轄（縄張り）を持つようになり、他の闇狩人から「（担当地域の）元締め」と呼ばれることもあるが、実力より当人の人格や調整能力が認められて務めているパターンが多く、個々人の行動を強制できるほどの権限があるわけではない。また、裏の仕事はあくまでも副業であり、別に生業を持つ者も多い。
恨みの筋から別々に受けた依頼でターゲットがかち会うこともあり、闇狩人同士で競争となってターゲットを仕留められなかった方が頼み料を返却したり、強敵だった場合共闘する形で依頼を完遂したとするパターンもある。種々の理由で依頼の完遂が難しいと判断した場合、信用できる同業者に後事を託していく者もいる。闇の世界に入った理由は様々だが、中には善意から始めた者もおり、そう言った「良い意味での俗っぽさがない人間」は、その善良さゆえに依頼や報酬の存在しない状況で殺人を行うこともあり、周囲から気に掛けられるのと同じくらい危険視される。
民間人による武器の所持が公には認められない現代社会ゆえに、日常的な道具を武器に転用ないし偽装・改造して使用する者が多い。珍しいパターンだと空手やボクシングといった素手を前提とした格闘・戦闘技術を使用する者もいるが、基本的には我流で身体能力に関しては個人差が大きい。
殺す相手以外に顔を見られるといけないため、仲間と頼み人を守る目的で仕事の現場で闇狩人の顔を見た一般の目撃者は殺さないといけない掟となっている。
携帯電話が普及した現代（『新』以降）においては秘話性を高めるため主に公衆電話から通話したり、表での接点を避けるために街中等で互いがその場にいても携帯間で通話することがある。
極めて稀にだが、標的の殺人を伴わない（障害が残ったり、自ら自首するなど）エピソードも存在する。

## 主な登場人物
※ 長編の主要人物については基本的に連載時に2話以上のエピソードに登場、もしくは関連のある登場人物のみ記載する（全シリーズ共通）。

### 闇狩人の主要登場人物
※「演」は舞台作品キャスト。主要人物のプロフィールはJC版4・5巻（復刻版3・4巻も同内容）より。

#### 本編の闇狩人及び関係者
間 武士（はざま たけし）
演 - 高杉真宙
12月31日生まれの山羊座、血液型はO型、身長165cm、体重55kg、趣味はマンガと水辺のガールウォッチング（ムッツリスケベ説あり）、好みのタイプは「（外観で）ぽっちゃりタイプの安産型」。
表の顔は南町学園高校の2年6組に在籍し、ユキエの母親が大家を務める美崎下宿館に下宿している一人暮らしの冴えない高校生（舞台版は予備校生）。漫画家志望で「あいだ たけし」のペンネームを持ち、後述する胸の大きなアイドルのファン。だが、真の姿は凄腕の闇狩人。ステンレス製の定規と丸ペンを武器とする（定規は常に背中に隠し持っている）。普段は眼鏡をかけているが、「仕事」に入るときはその眼鏡を外す。連載最終話で一度闇狩人を引退し、二浪の末に描き上げた作品で受賞しユキエと同じ大学への進学も果たすが、行きがかりの義理から闇狩人に復帰した。
ステンレス製の定規については、当初は先端のエッジを利用して突き刺すための武器だったが、将棋一派編の途中で定規の角を破損した際に日本刀のような形に研ぎ直され、側面のエッジを利用して斬ることもできるようになった。定規のサイズは50cm。刃渡りは約25cmほどで片手・両手どちらの持ち方にも対応可能。日本刀の剣術を応用して扱っているらしい。丸ペンでは相手のつぼを突き神経を一時的ないし半永久的に麻痺させたり、投げつけて額への一撃で絶命させるなどの技術を持つ。この時使用していた武器（定規）は闇狩人を引退するにあたり最終回で公園の池に捨てている描写があるが、『家族の肖像』で復帰した際に新たに買い直している。
仕事の際には非情に徹し、相手が女子、少年、命乞いをする相手でも殺しているが、自身のトラブルの巻き添えになった子供の遺品を懐に入れ、頼み料として仇を討ったり、元から死ぬつもりで自分の正体を見た頼み人を見逃したりと、情に流されることもある。闇の仕事での収入はあるが、前述の通り金額の多寡には拘らないタイプで、闇以外の収入はないかあっても乏しいため貧乏している。同業者との付き合いもあり、古馴染みから仕事を託されることも多い。後述の「将棋一派」や「皇コンツェルン」の仕事は裏でも評判になっており、知る人ぞ知る闇狩人である。
苗字の由来はブラック・ジャック（手塚治虫・著）の本名である「間黒男」であることをJC版3巻で明らかにしている。
『新 闇狩人』においてはイメージ画として彼を思わせる人物が我竜京介に似た風貌の人物とともに第1話における解説の1コマに登場し、『新/⊿』でも新たな主人公と表裏でパートナーを組むメインキャラクターの一人として登場する。『新/⊿』について詳しくは該当する後節にて述べる。
我竜 京介（がりゅう きょうすけ）
演 - 横浜流星
4月1日生まれ（6月6日6時という説もあり）の牡羊座、血液型はB型、身長176cm、体重65kg、好きな言葉は「天上天下唯我独尊」、好みのタイプは「自分にホレてる女（そのため彼女の数は不特定多数）」。間の5歳年上。
けん玉（紐の部分がワイヤーになっていて、剣先も鋭く尖らせてある）を武器にする闇狩人。表稼業はトレジャーハンター。と自称するが、謎の多い唯我独尊の男。襟足の部分を伸ばした長髪がトレードマークで、作者曰く金も力もある色男。
本シリーズではACT.5「DUEL-激突-」から登場。トレジャーハンターとしての活躍は、ACT.19「デス・トラップ」と、彼が主役を務める『我竜京介PUBLIC FILE（フロム出版）』で語られている。
金銭に関しては執着が強く、依頼の再交渉で返金せずに済んで安堵したり、殺した相手の財布を漁ったりするなどセコい面もある。また時に品の無い下ネタを語るなど、多少品性に問題のある描写もある。しかし、それを補って余りある美貌と実力、さらにはそれに裏打ちされた自信を持ち、上記の唯我独尊的態度はそれゆえのものである。表・裏問わず「仕事に必要な出費」まではケチらない。愛車であるフィアット500は下手な高級車より金を注ぎ込んでカスタマイズしており、普段の寝床として借りているホテルルームの掃除をしている中年女性にキャッシュカードを一枚報酬として渡したこともある。
『闇狩人異伝 Dの軌跡』にも第3話にて登場。闇狩人として大悟を導き、闇の世界から足を洗わせた。
坂口曰く、彼は「目立ちたがり屋で、出るなと言われても出るタイプ」で、JC版6巻あとがきでは彼は『闇狩人』という単語のつかない別作品の主人公でもあることと、彼のことを和製インディアナ・ジョーンズ及び『男はつらいよ』の車寅次郎であることを記している。
『新 闇狩人』では間同様イメージ画として第1話の解説の1コマに登場した他に、単行本第1巻および第3巻の巻末描き下ろしページにも登場した（第1巻では間・陣内・将・皇と共に舞台版に登場する出演者の代わりの姿として、第3巻については後節にて述べる）が本編に登場せず『⊿』にて登場する。『⊿』については該当する項目にて述べる。
陣内 力（じんない ちから）
演 - 荒井敦史
5月12日生まれの牡牛座、血液型はA型、身長182cm、体重78kg、好きな言葉は「一期一会」、好みのタイプは他人の痛みがわかる人。
初登場はACT.11の「京に哭く鬼I～発端～」からだが、実は名前だけならば連載初期のACT.5より登場している。
鬼神流空手の達人で徒手（素手）での格闘をメインとしている。闇狩人になって以降はその空手をメインに水に濡らした手拭いを用い、相手の顔を叩いて目を眩ましたり、相手の顔や手に巻きつけて動きを封じ手元に手繰り寄せるなど、補助的な武器として使用する。
旧刑部（おさかべ）村出身の青年で、後述する京都の鬼姫事件に関わり、そこで間らと出会う。以前は両親と妹のケイコ（小学3年）との4人暮らしだったが、3年前のある夏の日に腰痛に効く薬と言われて飲んだ「人を鬼にする薬」で鬼に変貌した父親に家族や村人を虐殺され、コントロールの利かなくなった父親の凶行を止めるべく空手技を使って殺した。額に出来た縦状の傷はこの一件でに鬼になった父親によって負ったもの。事件そのものは精神錯乱ということで処理され、（もともと過疎化が進んでいた村だったこともあり）この事件がきっかけとなって刑部村は廃村に追い込まれたが、それでも納得がいかず単独で真相を究明していた。
そして応仁寺で京介と共に薬を飲まされて鬼に変貌した科学者を相手に戦うも、（その科学者も）父親と同じクスリの犠牲者ということを思い自らの手で「鬼」の件に決着を着ける。
しばらくした後に上京しホームレスとして生活し、探偵まがいのことなどをして日銭を稼いでいたようだが、漫画家志望の青年とその父親が殺された事件で頼み料を受け取り闇狩人となる。
最終章では皇コンツェルンとの戦いに挑むが、傭兵の1人と相討ちとなり命を落とし、皇により自爆破壊されたビルの瓦礫の中に消えていく姿が見えた。死の間際に本来なら京都で亡くしていた命だったことを振り返り、「今日まで生き延びて少しは人の役に立てたかな」と回顧し最後の力を振り絞りながら息絶えた。
村人やホームレス仲間からは「リキちゃん」と呼ばれており、闇の仕事をする人間としては善良すぎる面がある。坂口曰く「一番素直だが、出てくると話が暗い」とのこと（JC版3巻90ページより、同時に闇狩人のキャラクターの中では一番少年漫画の主人公っぽい人間でもあると記されている）。
前述の通り本篇最終章で絶命したため『新・闇狩人』以降のシリーズでは登場していないが、 『⊿』では名前は出ていないものの、かつて同業だった男の回想としてその姿が描かれており、別項目にて述べる。そのほかにも 『新』1巻の坂口描き下ろしページで舞台版に出演した荒井の代わりとして台本を読んでいる姿（額に傷のない「キズなしVer」と付け加えられている）が描かれている。
三枝 将（さえぐさ しょう）
演 - 鈴木勝大
ACT.17「素顔のままで…」から登場。11月3日生まれの蠍座、血液型はO型、身長175cm、体重は63kg、好きな言葉は「Let it be」、好みのタイプは割と古風な感じの子。
表の顔は超人気歌手だが、「かまいたちの将」の通り名で鋼鉄カッターのギターピックを武器とする闇狩人としての顔も持つ。主に芸能界における依頼を受ける。
ピックは一部を折り曲げて軌道に変化がつくようにして投げつけたり、手指の間に挟んで斬りつけたりする。立ち向かってくる相手に対しては動きのリズムを読み、その隙を突く。陣内との初対面・対決時には、ピック投げは返り血を浴びたくないから使うだけで、接近戦が専門だと話している。
闇狩人稼業は「歌で食えるようになって一時引退」していたが、芸能界の恨みつらみを目の当たりにして復帰する。
軽薄なようにみえて意外と義理堅い。曰く「守れない約束はしない主義」。
最終章の皇コンツェルン編ではビルに向かう際に中原中也の「汚れちまった悲しみに」のワンフレーズを呟きながら向かい、入り口で待ち構えていたジェイソン風マスクを被った殺し屋四天王と傭兵の一人を相手に挑むも、手鎌持ちの四天王の一人から受けた攻撃と傭兵の放った銃弾を受けて負傷する。そして5人を始末後「果たさなきゃならない約束」のために這いつくばりながら会場に向おうとした。
アイドル歌手の恋人「姫野さつき（ひめの -）」がいる（ACT.23に登場）。交際は秘密にしていたが、皇コンツェルンの仕事で負ったケガが原因となって発覚したようで最終話ラストにてテレビに2ショットが映っていた。
本来なら間とのエピソードが用意される予定だったが、雑誌のスケジュールの都合で飛ばしてしまったことを『新』第2巻カバー折り返しにて明らかにしている。
『新 闇狩人』にも登場し、かつての「仕事」の血縁者から標的として狙われることとなった。その他に自身の血縁者がレギュラーキャラクターの一人として登場する。これらを含めた後作の内容について詳しくは後節にて述べる。
本間（ほんま）
ACT.2に登場した壮年の元闇狩人で、アイドル「夢宮ひとみ（ゆめみや -）」のマネージャー。銃を使っての事故に見せかけた殺しを得意とし、間とは1年以上前に1度だけコンビを組んで仕事をしたことがある。
間がひとみのファンでファンレターを送っていたことを知り再会。自分がひとみと共に数多くの芸能関係者を殺し、目的の為なら何でもやる殺人鬼になってしまったことを打ち明ける。さらに自分の殺しのテクを全て盗んだひとみに近いうち殺されるだろうと口にし、ひとみの始末を間に依頼する。その直後にプロダクションの女性社長と共にひとみの手によって殺され、そのひとみも間によって始末された。
寺田 雄一（てらだ ゆういち）
ACT.8に登場した闇狩人。歌舞伎町の元締をしている男で、ナイフを使った戦術をメインとしている。東京進出をしてきた将棋一派の女性二人と戦い、木の陰からそのうちの一人に攻撃しようとして返り討ちに遭う。そして止めを刺す前に現れた将棋一派の元締によって息の根を止められる。
オッサン
本作の初期に登場していた本名不詳のホームレス。肌着シャツにボロボロのジャケットを羽織り、同様にボロのチューリップハットを被って無精髭が伸び放題となっている年配の男性。流れ流れついで現在の地に居着き、闇狩人として行動している間に情報を提供したり、依頼者と間への仲介をしたりと、間にとっては良い相棒だった。
「無言劇」編にて情報収集の動きを将棋一派に悟られて、彼らに始末される。その際に通りすがりの子どもも巻き添えとなった。

#### 本編の一般人
美崎 ユキエ（みさき ユキエ）
3月1日生まれの魚座、血液型はAB型、身長160cm、体重45キロ、B80 W59 H83、趣味はケンカと間イジメ、好みのタイプは自分がいないとだめな人。
間の下宿先である美崎下宿館の娘で母親との二人暮らし。間とは同じクラスの同級生でもあり、校内での間との仲も公認されているほど。いわゆるスケ番で腕っ節も非常に強く、正義感は人一倍強い。いつも子分の女生徒2人とつるんでおり、不良仲間から警察官まで顔が広い。スケ番でありながら「ケンカは身軽なのが一番」という理由でスカートは短い。時々ではあるが、一人称に「おれ」を使うこともあった。
間の正体は知らず、ほのかに想いを寄せているが、間の言動にイラ立って殴りつけることが多い。大学進学後はモテているらしいが、本人は間一筋で「漫画家だったら下宿の大家しながらでも出来るよな」と言っている。
彼女のモデルは『スケバン刑事II 少女鉄仮面伝説』の「ビー玉のお京」を演じた相楽晴子であることをJC版5巻で述べている。
『新/⊿』では南町学園高校の教師として登場する。詳しくは該当する節にて述べる。
明日美（あすみ）
ユキエの子分の一人。肩までの長さのボリュームを持ったヘアスタイルで、制服の胸元のスカーフをつけていない。もう一人の氏名不詳の黒髪の女子生徒と常に行動を共にしており、間のことは「間のダンナ」と呼んでいる。
卒業後の進路は専門学校への進路を希望していたものの、卒業を前にした最終章ACT.21で皇コンツェルンの息のかかった外国人傭兵に恋人の原田良二（はらだ りょうじ）と共に殺害された。
中西 聡（なかにし さとし）
ACT.1に登場した間とユキエの担任教師。娘のナツミとの二人暮らし。
亡くなった妻の治療費を暴力金融（現在でいう闇金融）から借りるが、そのうちの800万円の支払いが滞ったことで取り立て屋である島（しま）を含めた複数の人間が学校に押し掛け、そのことが問題となり学校を解雇される。その後自宅に勝手に入り込んだ島に焼身自殺に見せかけて殺される。
亡くなる直前、間には怪我の心配をしつつ漫画が雑誌に載ることを期待し、ユキエにはまっすぐな性格が好きだが親を泣かすなと声をかけている。
中西 ナツミ（なかにし ナツミ）
ACT.1に登場した中西の一人娘で高校生。アイスクリーム屋でアルバイトをしている。
バイト帰りにを闇狩人による仕事の現場を目撃し、口止めをされた闇狩人（間）の指にペンダコがあることに気づいていた。それがきっかけで「闇の世界」を知る。間とはその後表の世界で知り合うが、その直後に父親が殺される。返済に訪れた際に島らが父親を殺したことを知り、それを聞かれた島のナイフで左腕を負傷した状態で追いかけられるところを間に呼び止められ、間に父親を殺した相手の始末を依頼する。その後、標的が始末されて事件が解決したことで祖母のいる田舎に帰ることとなり、別れ際握手をした間の手にペンダコがあるのに気づき、間にお礼をして東京を発った。
星野 さなえ（ほしの - ）
ACT.14に登場したユキエの親戚の中学3年生。父親との二人暮らしで、父親の勧めで東京の大学に行くなら高校からと受験のために秋田から上京する。
受験する高校に下見に行った際に親切にしてくれた大学生とデートの約束をするも、待ち合わせ場所に現れた間から「会えなくなったと連絡が入った」ことを聞きフラれたと思ったのか、受験には合格したものの東京への進学をせず帰郷した。のちに「わたしは元気です」と記した葉書を送っている。
最終話では自転車に乗っている姿で京介に道案内をしている描写があり、京介のことを東京の学者と思っていた。

### 本編長編の主要人物

#### 将棋一派
本編ACT.7から9『無言劇』編（将棋一派〈しょうぎいっぱ〉編）に登場する闇狩人の一派。報酬のみを重視して恨みの正当性を度外視し「筋の通らない恨みも晴らす」ことを主眼とした闇狩人の一派。相手の殺害に手段を択ばず、関係の無い一般市民の巻き添えも辞さない危険な一派であり、同時に全国の闇狩人を強制的に傘下に収めようとして、方針に反する闇狩人に対する粛清を始めたために間らと対立する。組織における上位の人間は将棋のコマを通り名としている。誘いに乗った一番下っ端の闇狩人を「歩」とし、以降はコマ名の通りのランク制となっている。
香（かおり / 香車）
五寸釘を手裏剣のように投擲して目標を殺す闇狩人。ショートボブの女性。オッサンを誘き寄せるために目の前にいた子供の足元に五寸釘を刺して躓かせた。間との対決では桂の投げた手鎌が間によってコースが変わったため首に刺さって命を落とす。
桂（けい / 桂馬）
ブーメラン状の手鎌を用い、投擲によって目標を殺す闇狩人。パーマヘアの女性。手鎌で工事現場のクレーンのワイヤーが切れるよう細工してオッサンと傍にいた子供を巻き添えにした。間と1対1の対決では首を狙おうとしたが、定規を左手に持ち替えたことで手鎌を弾かれて一撃を受けた。
金（きん）/ 銀（ぎん）
それぞれ金髪と銀髪を持つ双子の闇狩人。髪に色がついているほうが金、ついていないほうが銀。猛虎爪つきの手甲を武器とし、トリッキーな動きで相手を翻弄する戦闘スタイルを持つ。
間の部屋に押し入ってきて廃ビルで決闘をする。金は間が仕留めるも、息絶える前に間の左腕に爪を刺し身動きを封じて銀が襲い掛かるが、突如現れた京介に仕留められる。
飛車（ひしゃ）
伸縮性の短槍を武器に持つ青年。根っからのシリアルキラー。お化け屋敷で京介と対峙するも、仕掛けによる攻撃を先読みし過ぎた結果始末される。
角（かく）
三節棍になる鉄パイプを武器に戦うガタイのいい男性。額から左頬にかけて大きな傷がある。間をミラーハウスに追い込んで翻弄する。対決の末間に一撃を受けた際「彼女を救ってやってくれ」という言葉を残し息を引き取った。
金が目的で将棋一派になったため、シリアルキラーな飛車のことを「殺人狂め」と呟いている。
天王寺（てんのうじ / 王将）
長刀を武器とする将棋一派の統括役。「王将」を名乗っているため一派の親玉と目されていた。しかし彼も「王将」というコマに過ぎず元締めは別に存在し、最後にはその「元締め」に用済みとして始末された。
季士 はるか（きし はるか / 棋士）
将棋一派に狙われた、として一時的に間の元に身を寄せた年若く見える見習いの女性闇狩人。
実は将棋一派の元締である棋士の座にある者。不可視かつ切断機能のあるチタン鋼のワイヤーに結ばれた刃のブレスレットを投擲して敵を刻む戦闘スタイルの持ち主。
7年前に父親が闇狩人に殺され、別の闇狩人（寺田）に仕事を依頼するもスジが通らないと言われ断られたことをきっかけとして闇狩人に恨みを持ち、復讐を果たすことを目的として騒動を仕掛けた。
自身の経験から「筋が通らなくても恨みは恨み。晴らして何が悪い」という、開き直りを悪化させた危険思想を持っている。その思想を間に「君自身と同じ悲しみを持つ人間を増やし続けている」と指摘されて心に揺らぎを生じさせる。その上で自分のしてきたことを否定してくれる人を探していた模様で、最後にはワイヤーを切った上でブレスレットを弾く「燕返し」で応戦されて一撃を受ける。そして「男の人からプレゼント（スニーカー）もらったのは初めて」という言葉と共に息を引き取る。
ユキエには「実家が北海道で、家出してきたから旅行ついでに送ってきた」と話している。

#### 応仁寺
応仁寺（おうにでら）は、本編ACT.11から13『京に哭く鬼』編に登場する京都・嵐山に在する新興宗教「鬼哭教」の寺。通称・鬼寺。昭和55年に建てられた寺で（連載当時としては比較的新しい方）「縁切り寺」とも呼ばれているが、本来は憎しみを捨てることを教義として鬼を「憎しみを持つ人の写し身を見せて下さる鏡」として本尊に祀る。しかし、その裏では地元暴力団・刃和会を檀家（バック）に持ち、その寄進によって薬物による人体増強を研究。その成果として製剤された特殊な薬（一時的に身体能力は飛躍的に向上するが理性が壊れ殺戮本能に支配される）を世間一般に流通させることをたくらむ。元は京介が受けた依頼だったが、修学旅行中の間が巻き込まれる。そして陣内力の仇敵でもある。
しのぶ / 鬼姫（おにひめ）
応仁寺の管理人を名乗る、同寺の実質上のトップ。清楚に見える聖職者の裏で「人を鬼に変える薬」を開発させ、鉄砲玉用の薬として刃和会に卸している。
実は陣内力とは同郷。彼の父を陥れた上で故郷の村を廃村にまで追い込んだ企みを描き、そして成功させた人物。だがその一方で、実は村そのものに「みんなのため」という美名の下で母と弟を謀殺され、村を追われた過去を持ち、陣内の父と廃村の一件はその復讐のためだった。
実は敷島の度重なる人体強化実験の被検体でもあり、その身体能力は本作に登場する「鬼」すらも超える。ゆえに先述した企みの成功もあいまって自らを「選ばれた者」と信じ「人には誰にも憎しみが宿り、自分はそれを開放するため鬼より遣わされた。ゆえに、薬を撒くことでそれを世の人々に知らしめる」と豪語する。
本尊の上にある「供養塔」には村人によって死産に追い込まれた弟である太郎の頭蓋骨を祀っていて、間との戦いの際に供養塔から出して見せた。
間との対決では薙刀を武器に終始間を苦しめるものの、欄干を切り落としたことで足場が崩れ、着地の際に踏み外して落下し本尊の手に持つ槍に頭が突き刺さる。そして理性を失った状態で頭に槍が刺さったまま再度間に襲い掛かるもとどめを刺され、血の涙を流し息絶える。
敷島（しきしま）
応仁寺の下部組織である研究所「敷島バイオセンター」の所長。薬物などを使用した人体強化という外道な考えから学会を追われた所を鬼姫（しのぶ）に拾われた過去を持つ。
件の「人を鬼に変える薬」の開発者。自分を拾い上げ、研究に理解を示してくれた鬼姫に思いを寄せていたが、薬のレシピが完成した時点で用済みだった。背後に陣内がいることを察知して鬼姫から口移しに薬を飲まされ「鬼」と化すも、竹藪に誘い込んだ末京介が竹で作った巨大な弓矢と陣内の空手技によって倒された。

#### 皇コンツェルン
本編最終章『Let it be』に登場する巨大コングロマリット。金と癒着で政府要人や代議士の人脈に食い込み、国を喰い物にして利益を貪る、社会的にも多大な影響を持つ大企業。自身の企業活動の邪魔になる人物の排除を行う暗殺要員として間たちに目をつけ「自分たちの仕事を受けないならば存在を社会に公表する」と脅しをかけてきた。と同時に自社が請け負う空港開発において発着試験時の航空事故を装い、開発反対派と航空機・警備の機動隊を含めた何百人もの人間を「国のため」という「正義」の元に抹殺。だが、その全ては間らへのデモンストレーションのためだけにやらかしたことだった。結果、その行動は間らの怒りを買い、そして激突することとなる。
皇 静馬（すめらぎ しずま）
演 - 丸山敦史
皇コンツェルン会長の29歳。W大卒業後5年間渡米し、前会長だった父親が亡くなったことで日本に戻り2代目会長に就任。
かつて海外留学の際に、ある傭兵部隊に所属して「力こそが全て」という思想を持つに至る。のちに部下を引き連れて闇の中での暴虐の果てに富と権力を手に入れて二流だった皇コンツェルンを一流企業にのし上げて利益を貪る。そうした思想を持つがゆえに、一般市民の生活を鼻で笑い「価値の無い弱者」と切り捨てる人物で、自分たちのみの利益のためならば、他者を殺すことも、あるいは死ぬより酷い目に遭わせることも厭わない本作内トップクラスの富と権力を持つ外道。
間との決戦ではガラスの破片を投げつけ、避けようとしてGペンを投げつけた際に出来たガラスの粉が目の中に入った間の死角を狙い壁に飾っていた剣で応戦するものの、マフラーで目隠しをされた隙に脇腹を切りつけられ、さらに机の下に隠していた銃で発砲するも、弾を定規で真っ二つにされとどめを刺される。最期は絶命寸前に指輪に仕込んでいた起爆スイッチでビルを爆破し、崩れたビルの中に消えていった。
『新 闇狩人』第1巻の坂口描き下ろしおまけページで台本を読んでいる姿（役者である丸山の代わり）が描かれている。
ダグ、ロイ
皇の傭兵時代からの片腕。オールバックの髪型の男性がダグで、褐色の肌にパーマヘアー、右頬に傷がある男性がロイ。
皇コンツェルンの決戦においてロイは陣内と、ダグは京介とそれぞれ対峙する。
ロイは満身創痍の陣内を追い詰め、なおも立ち向かう陣内の背中をサバイバルナイフで滅多刺しにするも、最後の力を振り絞った陣内に骨を砕かれ絶命させられる。一方ダグは最上階の皇を狙う京介に奇襲をかけ、京介のマシンガンに対抗してテーブルを盾にして応戦し屋外へ突き落とそうとするも、京介が咄嗟にけん玉のヒモをダグの首に巻き付けていたことで、逆に自らが屋外へと投げ出されてしまい転落死する。
2016年の舞台版では鬼塚と犬飼が二人のポジションに位置付けられている。
ドルフ
皇に仕える元傭兵。第四独立部隊という13人で構成されたゲリラ戦がメインの実力派の一人。右腕にサソリの刺青が入っている。皇の部下としては一番下っ端で、シリアルキラーでもあったため皇らも手を焼いていた。表向きは東京湾に建設する新空港の建設で海外から出稼ぎにきた外国人労働者であった。
ユキエの子分の一人である明日美と彼氏の良二がドライブしていた車に自分が運転していたジープをぶつけ、因縁をつけて二人を殺害する。更に後日明日美の仇討ちにやってきたユキエも手に掛けようとするも寸前で間に妨害され、白兵戦での対決の末に右腕を切り落とされて始末される。死に際に戦う間の姿を見て「自分と同類で楽しそうだった」と意味深に呟いて息絶えた。
彼の始末に関しては元は陣内が別件で依頼を受けていたもので、話を受けていた間は受験勉強を理由にパスしていたが、ユキエがドルフに接触しようとしていることを知って、急遽陣内の依頼に協力することとなった。

#### その他
森脇 守（もりわき まもる）
ACT.4「誇りの報酬」に登場した間の1学年上の先輩（18歳）で、暴走族「白い幻影（ホワイトミラージュ）」のリーダー。ヤマハのFZ400Nに乗っている。
「白い幻影」は走りに徹したチームだったが、いつしか関東の暴走族を一つにまとめて頂点になりたいと考える光井（みつい）率いる「黒騎士（ブラックナイツ）」との抗争に巻き込まれることとなった。更に幹部メンバーが金で光井に寝返ったことに嫌気が差してチームを解散した。
後日、恋人で将来の結婚を約束した春日 恵（かすが めぐみ）を後ろに乗せて走っている途中、光井の投げたスパナがフロントホイールに引っ掛かりジャックナイフ状態で転倒、さらに光井に襲撃され、右目を失明しバイクに乗れなくなるほどの大怪我を負う。恵は転倒したときにガードレールに飛ばされ、頭を強く打ち即死した。
入院時の病室で間に恵への婚約指輪を頼み料に、光井を標的に恵の仇討ちのために闇狩人を探してもらうことを依頼し、夜の廃ドライブインでの白い幻影と黒騎士の抗争の途中で逃げた光井を黒騎士のメンバーに成りすました間が追いかけ、丸ペンで肩のツボを麻痺させ腕の自由を奪い、峠の事故に見せかけて始末した。
最終話では二人の写真の奥でバイクを修理している姿が描かれている。
森野 恵（もりの めぐみ） / 神崎 いづみ（かんざき いづみ）
演 - 森田彩華
ACT.17「素顔のままで」に登場したアイドル。愛媛県出身。もともとは漁師の娘で父と兄の3人暮らしだったが、父親が病に倒れ二人で家計を支えていた（母親は恵を産んで間もなく亡くなり、父親も5年の闘病の末、恵が中学3年の時に亡くなった）。
2年前の中学の修学旅行の時にA（エース）プロダクションの人間にスカウトされ、卒業と同時に上京し研修生となり神崎いづみの付き人になったが、後述の一件によりいづみの癖を叩きこまれ、整形手術をして姿も変わりいづみの姿になっていた。
実はいづみや恵が所属しているAプロの社長は香港での仕事をきっかけに現地のマフィア「九龍の牙（クーロンのきば）」と手を組み麻薬の密売を始めていて、その秘密を知ったいづみは警察に通報しようとして恵の目の前でマネージャーとボディガードの二人に殺される。そのため表向きは海外充電と称し半年の間に恵をいづみの替え玉に仕立てていた。
半年以上前から妹と連絡の取れなくなった兄で漁師の森野慎二（演 - 中村誠治郎 / 川隅美慎）が上京し陣内に恵を探してもらうよう依頼するが、Aプロに訪れた際に麻薬取引の情報を聞いてしまったために居合わせた香港マフィアの用心棒・ロウに殺される。
その後兄の死を知ったいづみ（＝恵、以下同）の依頼で間・陣内・将の3人で事務所の人間（社長・マネージャーの小田〈おだ〉・ボディガードの山岸〈やまぎし〉）と香港マフィア（リーダー格のドン・用心棒のロウとアニタ）を始末するも、その現場にいづみが現れ間に顔を見られてしまう。しかし間は手に出来たタコでいづみではなく恵であることを見抜いていた。そして自ら死ぬことを望んでいたいづみの要望に沿う形で闇狩人の顔を見た「神崎いづみ」は間によって始末された（実際には恵の髪の毛を切り落としただけ）。
その後Aプロは倒産、神崎いづみは引退という扱いで表舞台から姿を消す。一方、恵は元の姿に戻り「森野めぐみ」として再デビューし、最終回のラストではセカンドアルバム発表の広告にその姿が描かれている。
2016年上演の舞台版ではいづみの名前が「神埼いずみ」に変更されている。
吉川（きっかわ）
ACT.18「ドリーマーズ」に登場した高校生。野球の強豪校・西海北の軽音楽部員でメジャーデビューの足掛かりとなるコンテストに向けて練習を重ねていたが、野球部のエース・東郷（とうごう）に因縁を付けられ、コンテストには間に合わないどころか1年間リハビリしても元通りになるかわからない傷を負わされる。学校側も大会を前にした不祥事を恐れて事件をもみ消されてしまい、その悔しさから闇狩人（間）に復讐を依頼した。復讐と言ってもかなりの特例で、対象である東郷の右腕を一時的に使えなくするというものだったが、「たとえ何年かかってももう一度ギターを弾く」という言葉から依頼が成立した。最終回のラストではリハビリを終えて本格的にギターを弾く練習を重ねる姿が描かれている。
家城 さとみ（やしろ － ）
ACT.19「デス・トラップ」に登場した女学生。家は「かもめ組」という地方の暴力団で、ヤクザの娘であることを気にしていた。そのためか東京へ憧れを抱き、知らないところへ行きたいと苦悩していた。
海水浴で訪れた間がユキエに砂で埋められたまま放置されていたところを助け、その後間が上記の悩みを聞いて家まで送ったことで家に招き入れる（実際は組員が強引に招き入れた）が、直後に家を訪れていた代議士が雇った4人の殺し屋（自衛隊特務部隊から引き抜かれた人物）に組を襲撃された際に巻き込まれる。その殺し屋によって家は全焼、父親や組員も殺され彼女も胸を刺されるも間一髪で間に助け出される。死に際に限定金貨のペンダントを頼み料に代議士と殺し屋の始末を依頼し、間と最初で最後のキスをして息を引き取った。
かもめ組を襲撃した殺し屋は、3人の子分のうち一人は死の罠（デス・トラップ）として薄い板をパズル上に組み合わせて床に見せかけた落とし穴（その落とし穴には針の筵状の罠が施されている）に落ちて死亡、他の二人は京介によって始末された。そしてかもめ組を襲撃した際に顔に火傷を負わされたことで間を目の敵にしていたリーダー格の男は一時は間を追いつめるものの間の機転により反撃され、結果的には落とし穴に落ちて死亡する。その後、殺し屋をまとめていた代議士も間の手によって始末された。

### 外伝の主要登場人物
工藤 大介（くどう だいすけ）
外伝『蛍』主人公。自由気ままな出張専門の闇狩人。30歳になったばかりだが、「おじさん」と呼ばれることを気にしている。趣味の釣り（疑似餌を自作するほどのオタクぶりを披露）を応用した技（仕事専用の糸とハリを使っての絞首と、蛍を模した疑似餌の先にある碇型の小型刃を使った頚動脈切断）を披露している。
東京でヤクザ同士の喧嘩に巻き込まれて暴力団組員に殺された若者の母の依頼で、その組員の始末のために地方に足を運んでいた際に暴力団同士の抗争に遭遇し、事の成り行きで双方の組長も始末することとなる。本来なら二人の組長の始末は受ける仕事ではなかったものの、自分が「力のバランス」を崩したことに対し夢見が悪いということから始末することとなった。
復刻版第5巻のカバー折り返しに「「家族の肖像」と「Dの軌跡」の二冊は復刻版になる予定はない」という坂口のコメントと共に「復刻版未登場の御二人」としてカットが入っている。
『⊿』ACT 4にて本編初登場、それに先駆け『闇狩人SELECTION 最終改訂版』Re ACT2として外伝『蛍』が配信される。『⊿』については後述の該当する節にて述べる。
間 源之介（はざま げんのすけ）
コンセプトの共通する関連作である『無名の剣』の主人公。幕末期に生きた無名の流浪人。元は大藩の剣術指南役だったが、藩の面子をかけた御前試合に駆り出され、やむなく相手を斬り殺してしまう。結果、試合相手の身内の運命を狂わせたことを悔やんだ結果、人を斬れなくなってしまった。それでも剣を捨てることはできず、勝つ剣、殺す剣ではなく「負けない剣、殺さない剣」を使うようになる。殺さないと言っても手足の腱や場合によっては手足そのものを切り落とすなど、考えようによっては殺すより厳しい戦法も使う。
『無名の剣』読切版では、以降は名のある剣士を相手に往来で立ち合いを挑み、勝ちを譲ることで相手から金銭を要求する、ゆすりまがいな仕事をして生きている。かつての試合相手の身内に対して、自らの稼いだ金を毎月、送金している。坂本龍馬と機知を得て、かなり親しい知り合いになる。しかし用心棒として雇われた先の幕府御用商人を介し、同じく用心棒の浪人であった久野とともに龍馬の暗殺を指示され、渡世の義理から龍馬を狙いつつも彼を逃がすことに成功する。だが、それが久野の暴走を招き、のちに彼の龍馬暗殺を誘発させてしまう。その責任から龍馬と親しかった女性、お葉より「頼み金」を預かって久野の両腕を斬り飛ばし、彼の「剣士としての命」を奪った。
『無名の剣』連載版では新選組と関わりながら幕末を生き、のちに剣士から研師に転職した。
『無名の剣』は『闇狩人』との関連性は表立って語られてはいないが、源之介の顔は、間武士に瓜二つとして描かれており、『新』では武士自身が自身の家系が幕末から祖父の代まで研師だったと発言している。

#### 外伝のその他の人物
真壁 和馬（まかべ かずま）
『家族の肖像』に登場。救急病院の院長。不法就労者相手に格安での検診という形でデータを集め、臓器移植のドナーに適合する者を意図的に手にかけていた。幼いころ（1970年）に心臓を患った母が法によって見殺しにされ、医師であった父は重傷を負った犯罪者の治療に駆り出されるという理不尽を体験しており、若いころには闇狩人をしていた。外科用のメスを武器とし、投げて急所を突く方法から近接戦もこなす技量を持つ。メス投げに関しては動作が最適化されており、間でも躱せなかったが、懐に入れていたテツのペンダントで命を拾った。
返り討ちに遭った闇狩人から仕事を引き継いだ間に殺されたが、自身も臓器移植ドナーとなる同意書にサインしていた。
リー
『家族の肖像』に登場。真壁と組んでいる鍼師くずれの殺し屋。ドナー対象者を処理するのに直接動くには不都合がある真壁に代わって実行している。マーナが殺されたことで闇狩人に復帰した間を見て「本物の闇狩人」と危機感を感じつつ攻撃するも一瞬で倒された。
岸田（きしだ）、テツ
『家族の肖像』に登場した闇狩人。殺し技は腕時計に仕込んだワイヤーによる絞殺（岸田）とナイフを仕込んだブーツによる急所蹴り（テツ）。別口で真壁殺しを依頼されており、盲腸で真壁の病院に入院していたユキエを見舞いに行った帰りの間に声をかけ嫌な予感を感じたことを間に伝え、もし自分たちがしくじったら後を頼むと依頼する。岸田は眼鏡を外した間を見て殺気を感じていたが、血の気が多く間を外見で判断し岸田の忠告を無視して間に襲い掛かったテツはその腕を目の当たりにすることとなる。その後二人で真壁の始末に掛けるが、真壁と突如現れたリーによって返り討ちに遭う。マーナを殺した真壁らを標的に闇の世界に戻った間は二人が殺された駐車場でテツのペンダントを見つけて殺されたことを知り、そのペンダントも頼み料代わりとして真壁とリーを始末した。
マーナ
『家族の肖像』に登場。フィリピンから出稼ぎにきた女性。日本人ビジネスマンとの間にできた娘・チェイミィがいる。飲み会の帰りに飲み潰れた間をアパートまで連れて行き介抱する。もう少しで祖国に帰れるという所でリーによって脳幹を破壊され、真壁病院に入院している少女の心臓移植ドナーにされる。このことが間が闇の世界に復帰するきっかけとなった。
ヒロ
『蛍』に登場した若者。Y県新見市の地元暴力団、赤井組の構成員。スズキのRGV250Γに乗っている。元暴走族だが、「ゾクなんてガキのヤンチャ」と卒業・就職していった仲間たちに反発。ヤクザとして成り上がってやろうと組員の舎弟になっていた。
組長の指示で敵対関係である青池会の組長を始末したら組を辞めて学生時代からの彼女であるあゆみと結婚することを考えていたが、鉄砲玉にされて返り討ちに遭い命を落とす。この際、オートマチックの銃を渡されたが、初弾を薬室に装填しなければ撃てないことを知らなかったため、奪われた自分の銃で殺されている
あゆみ
『蛍』に登場したヒロのガールフレンド。ヒロに組から抜けるよう説得していた。
ヒロに約束をドタキャンされて服を脱いで川に飛び込み（中に水着を着ていた）、釣りの邪魔をされた大介に釣り道具で水着を脱がされて大泣きする。ヒロが殺されたあと警察に連行される身代わりの若者に仇討ちをしようとするが大介に止められ、大介から闇狩人の話を聞いてヒロからもらったブローチを頼み料として大介に闇狩人へ頼むことを依頼した。その後、赤井に呼ばれ乱暴されかけるところを青池の死体を囮に赤井を始末した大介に助けられる。
赤井（あかい）
『蛍』に登場した赤井組の組長。パンチパーマで左目の横に傷がある。
ヒロに家族や彼女をダシにして鉄砲玉になることを強要し、ヒロが青池に殺害された後あゆみに手を出そうとするが、囮にされた青池の姿（死体）に襲い掛かった隙に大介に仕留められる。
青池 泰造（あおいけ たいぞう）
『蛍』に登場した青池会の組長。数年前に新見市に入ってきて地元だった赤井組とナワバリ争いをして、いつ抗争が起きてもおかしくない状態だった。
赤井組の鉄砲玉となったヒロに狙われるが、赤井から渡された銃の使い方を知らなかったヒロから拳銃を奪って殺害。遺体を見た大介が夜釣りを装い、降り上げた竿に仕掛けたハリを首に刺し、糸を首に巻き付けて欄干に吊るされた状態で始末され、その死体を赤井の始末の囮として利用された。
久野 重吾（くの じゅうご）
『無名の剣』に登場。幕府方の御用商人の用心棒。居合の使い手で、己の技に自信をもっているが、竜馬や雇い主から剣術を否定されたことで、意趣返しに竜馬を斬った。源之介と立ち会うが、自身が得意とする居合で両腕を斬りおとされる。
伊丹兵馬（いたみひょうま）、お梅（おうめ）、新吉（しんきち）
『無名の剣』連載版に登場。藩の面子を賭けた試合で源之介と立ち会い敗れるが、それによって兵馬は亡くなる。元服前とはいえ、新吉という跡取りがいたにも関わらず家は断絶となった。
新吉は遠縁の家に送られるが、碌な食事も与えられず扱き使われた末に栄養不足と過労で倒れる。せめて様子を見ておこうと訪れた源之介に医者に連れていかれる最中に気付き最後の力で源之介の首を締めようとして亡くなる。
お梅は遊郭に売られるが、源之介が四年かけて稼ぎ出した身請け料によって自由となる。自身の名はださず、土方を通じて身請け料を払った相手に直接会おうと京を訪れるがそこで初めて身請け料を払ったのが源之介だと知る。武士としての自分に絶望していた源之介に「本当に悔やんでいるなら自分を幸せにしてください」と告白して共に京から姿を消す。その後は戊辰戦争を横目に見ながら、江戸で研屋を始めた源之介と夫婦となって暮らした。
お梅（おうめ）、お絹（おきぬ）
『無名の剣』連載版に登場。お梅は京の商人・菱屋太兵衛の妾だったが、芹沢鴨に手籠めにされ腹に宿していた子を流してしまう。芹沢の妾を演じながら喪が明けると芹沢に薬を盛るが、殺される。芹沢は、お梅が書き残した文を見て駆け付けた源之介に両手の指を落とされ剣を取ることも出来ず、土方たちに暗殺された。お梅が暮らしていた妾宅は源之介が間借りしていた。
お絹は街角で唄を流す三味線弾き。生まれつき盲目で、親方に稼ぎをピンハネされている。成長すると裸同然の衣装で仕事をさせられるが、自身の見た目が分からないため無頓着にしていた。山南敬助や沖田総司に見守られていたが、殺しも請け負っていた親方に沖田を狙った際の囮にされて亡くなる。

### Dの軌跡の主要登場人物
全主要キャラ中唯一、年齢が明記されている。
飛高 大悟（ひだか だいご）
異伝『Dの軌跡』の主人公。高校生。体術などの心得は無いが、生まれつき反射神経や動体視力などが人よりも優れている。「理論上最強のバイク」D4型を駆り、戦場でも使える専用スーツで正体を隠す「一夜限りの闇狩人」。
幼いころの落石事故で両親を一度に亡くして以来、自分の死にさえ恐怖を感じないほど感情が麻痺している。
大介同様、復刻版第5巻のカバー折り返しに「復刻版未登場の御二人」として専用スーツとヘルメットを被った姿のカットが入っている。
非公式設定として『⊿』の「標なき旅」編で登場した場合の裏設定も用意されていたが、新規の読者が混乱することもあるため登場させなかったことを坂口がTwitterで述べている。
桂木 詩乃（かつらぎ しの）
異伝『Dの軌跡』ヒロイン。大悟の同級生。恋人が殺され、悲嘆して後追い自殺しようとしていたのを大悟に止められ、波多に彼の過去を聞かされる。のち波多が一件に巻き込まれて死亡したことで、彼の遺志であった「大悟に笑顔を取り戻させたい」という願いを実行に移すために接近。大悟は拒絶するものの、結局は大吾に接近していたことがあだとなり、のちに大悟と永田重工の間に巻き起こった最後の戦いに巻き込まれる。大悟に助けられた後、決着をつけようと決戦の場に赴く彼に「待っている」と伝えたことで、大悟に「待つ人がいる」ことを自覚させ、彼を闇の世界から光の元へと引き戻した。
波多（はた）
大悟の幼馴染でありクラスメイト。バイクが趣味でルーレット族に興じている人物でもある。幼馴染ではあるが、大悟の両親の事故以降は、大吾自身が孤児として地元から離れていったために疎遠となっており、クラスメイトになったことで再会を果たした。そのため大悟の幼いころの事情を知る人物でもある。大悟からは避けられているが、本人は大悟のことを心からの親友と思っていて、いつも気にかけている。幼いころは大悟より「コウちゃん」と呼ばれていた。第2話で不良同士の抗争に巻き込まれ、事情を知り遅れて駆け付けた大悟の目の前で死亡してしまう。
立花 藤次郎（たちばな とうじろう）
バイクメーカー立花技研工業の会長。あらゆるレースレギュレーションに対応しながらも、既存のあらゆるオートバイの性能を凌駕する「史上最強のバイク」と、それを駆る者の安全性を完全確保した「あらゆる危機下でも生命を確保できるレーススーツ」を夢に見て開発をし続けた技術者。大悟が乗るD4の開発者。
本人は、あくまでも自身の夢を追い続けていただけだったが、その研究を兵器メーカーの永田重工に着目され、知らぬうちに担当技術者をヘッドハンティングされてしまい、レーススーツの技術を軍事強化服の基礎技術として利用されそうになる。それに感づいたがために永田重工のエージェントに殺害されるも、死の間際、自分を見つけた大悟にD型とその全てを託し、大悟が駆るD型のエンジン音に「自分の夢が叶った」と確信し満足の元で逝ってしまう。そのため大悟を「一夜限りの闇狩人」にした人物でもある。
永田 滉一（ながた こういち）
兵器メーカー永田重工の社長子息。常に他人を虫けらのように感じ、その傷つく様や命を失う様に対して、自らの万能性を感じプライドを充足させるという外道この上ない高校生。取り巻きに金と武器をバラ巻いて傅かせ、進学校の不良グループのトップに立っていた。詩乃の彼氏と波多を自らの手で殺し、その報復として大悟に誅殺される。その際、大悟に「他人は愛さなくても自分だけは愛してたようだな」と指摘された。
永田（ながた）社長
永田重工の社長。滉一の父親。息子の死に際して調査の果てに大悟の存在を知り、彼をあぶりだすため子飼いの暗殺者たちに、大吾の同級生や行きつけの店の店長など大吾の周囲の一般市民たちを無差別に殺戮させた。息子に対しては単に息子の敵討ちというのではなく「あのバカ息子に会社は継げない」と評価した上で「他人に壊されるなら自分が壊すべきだった」と、人間的な親子関係ではない愛玩動物扱いにしていた（大吾に対しての復讐は、親子の情によるものではなく、自分のモノを他人に壊されたことに対する報復でしかなかった）ことを認めたうえで「自分も他人には壊させない」と、大悟を巻き添えにした大量の爆薬を用いた爆死による自殺を目論む。

### 新 闇狩人および闇狩人⊿の主要登場人物
本稿では『新 闇狩人』を『新』、『闇狩人⊿』を『⊿』と記述する。
「演」は「ことだま屋ｘZ」のキャスト（声優）、二人記載の場合はダブルキャスト（公演日によりキャストが変わる）。

#### 『新/⊿』の闇狩人及び関係者
士堂 瑠璃（しどう るり）
演 - 田辺留依
『新 闇狩人』および『闇狩人⊿』の主人公で、間とユキエがかつて通っていた南町学園高等学校の2年4組（『⊿』ACT 22で3年に進級）に在籍する女子高生。アパートに一人で暮らしている。おかっぱの髪型で眼鏡をかけており、B91cmでFカップの巨乳で安産型の体型が特徴だが、後述の諦観もあって自身に男性を喜ばせる魅力があるとは考えておらず、男子生徒などからのセクハラ行為にもやや無頓着。物静かで控えめだが、自分の好きなものになるとやたらと喋り、ダイエットはしていないが食べっぷりはいいという印象もある。漫画家志望で「しどうるり」のペンネームで月例賞投稿などに邁進しているが、それ以外の夢を持っておらず、未来に対してはある種の諦観すら抱いている節がある。漫画家「あいだたけし」こと間の大ファンで、担任のユキエから紹介の話があった時には「生きててよかった」と涙すら流して喜ぶほど。
読唇術など時折、謎の特技を見せることがある。実家がかつてサーカス団を経営しており（彼女が中学生の時に父親が亡くなったのを機に畳んだ）部屋に写真が飾ってある他、幼いころは前座や幕間で曲芸を披露していたためかなりの身軽。母親は彼女が幼少時に離婚届けを置いて家を出ており実質「母親に捨てられた」形になっている。この経験から、いわゆる「親子の情」に対しては幻想であるかのような意識と強い猜疑を抱いている節がある。まだまだ未熟ではあるが、母親譲りの割り切りの良さは受け継がれている。
その正体は現代に生きる「闇狩人」の一人。兄と小泉の仕事に巻き込まれて闇狩人となった。本来は兄らの事情による臨時の闇狩人であったが、自分が誰かの役に立つのならとして続けていくことになる。尖端の墨入れクチバシを平らに鋭く研いだカラス口を武器としており、使用時はカラス口を十字架に形を変えた後で敵の首の後ろの骨の間まで刺し、テコの原理の要領で刺したカラス口を持ち上げつつ首の骨を外してショック死させる（作画ではレントゲンを使って首の骨を外す場面が書かれている）という戦闘スタイルの持ち主。仕事時には眼鏡を外し、大きなリボンで髪を結っている。これで大きく印象が変わる他、リボンは薄手だが頑丈で顔を隠す覆面やロープの代用としたりする。『新』の初期は制服姿（スカートを短くしている）や太ももにガーターリング（予備のカラス口を収納）を装着して仕事をすることもあった。前述の特技でもある読唇術も裏の仕事で生かされ、遠距離から標的の会話を読んだり、口を利けなくなった状態の人物から依頼を受けたりもしている。
『新』LAST ACT（最終回）で自らの手で始末しようとした母親を間によって目前で始末されたことで目的は達成されなかったが、その後もそれまでと変わらぬ関係を続けているが、修学旅行のお土産を間に渡した際「お土産をあげられる人は先生（間）だけ」とも打ち明けたり、『⊿』LAST ACT（最終回）でも、間から「不公平な世の中なんだから貰える幸せは貰っとけ。殺した命は戻らないが女は子を産み育てることもできるんだ」と言われて「先生（間）の子供なら」と漏らすなど、依存している面もある。
一方で駿河修とは海水浴で足を運んだ先で知り合い、後に上京した時には標的となった相手を先に仕留めた人物ではと勘づいていた。その後同じ標的を相手にした仕事では秋月の指示で顔を隠していたため後に街中で会っても修からは気づかれなかったが、秋月から招集をかけられたときに初めて顔を合わせ、間と共に裏で一緒に仕事をする。表の顔の時（特に同級生と一緒にいるときなど）は裏で顔見知りであることをほかの人に知られないよう一歩引いた立場にいることもある。
第1シリーズ復刻版1巻のカバー折り返しに「新闇狩人?」（”新たな闇狩人”という意味で『新 闇狩人』のタイトルではない）としてカラス口を咥えた瑠璃に似た人物のカットが入っている。
間 武士（はざま たけし）
演 - 鈴木コウタ
第1シリーズの主人公で、『新』のACT・3および『⊿』のACT 2から登場するプロの漫画家。「あいだ たけし」のペンネームは本シリーズでも引き続き使用されている。あごの周りに剃り残しとも思えるわずかな無精髭を生やしている。瑠璃が大ファンの漫画家でユキエの実家が管理するマンション「メゾン美崎」の一室（3階の305号室）を購入して住んでいる。漫画家歴は15年で、瑠璃が中学一年生の時に「音使いのハル」という作品を連載し、『新』初登場時は「ゴッドロワイヤル」という漫画を月刊誌で連載していた。ユキエにより瑠璃を紹介され彼女の漫画を評価した上で弟子（アルバイトのアシスタント）に取る。
瑠璃曰く「中肉中背の年より若く見える普通の人」ではあるが、ムッツリスケベで巨乳好きなのは現在も変わっておらず、瑠璃に対して幾度となく鼻の下を伸ばす描写がある。
ユキエとは結婚せずに本人達曰く「友達以上恋人未満の知り合い」、岩井曰く「高校時代からの腐れ縁」としての関係を続けている。大学時代一時期付き合ったこともあり、今更感でギクシャクした結果元の関係に戻ったと瑠璃に語っているが、実は10年前にユキエの婚約者から一方的に敵意を持たれて襲われた結果その婚約者を殺害している。
かなりのヘビースモーカーで、作業机の上にある灰皿には常に吸い殻が山盛りになっている。反対に甘いものは苦手で、過去にユキエからもらった8年分のバレンタインチョコを押し入れの中に隠していたことが発覚し、背後からカカト落としを喰らわされたこともある。
（闇狩人として）裏の仕事は「開店休業中」と称し秋月に復帰を促されても漫画家として収入があり、現代の様々な事情から当初は断り続けていた。しかし、「ゴッドロワイヤル」の単行本の売れ行きが芳しくないことから打ち切りの憂き目に遭い、INTERSECTION編より闇狩人として復帰した。引き続き日本刀型のステンレス定規を使った急所刺しと丸ペンを投げて敵の動きを封じるのを得意とする。復帰当初は長年のブランクがあったせいか、数日後に筋肉痛になっている姿もある。ただし向かってきた車を飛び越えるなど運動神経は衰えていない。
秋月から「新人」の存在は聞いているがそれが自分のアシスタントである瑠璃とはお互い知らずにいた。ただし、のちに彼女の使うカラス口に違和感を覚えていたことが明かされる。『新』LAST ACTにおいて、瑠璃が依頼で母親を殺すのを阻止する目的で秋月から「新人」の正体を明かされて瑠璃が闇狩人であることを知る。そして秋月の依頼を受けて「表も裏も面倒を見る」覚悟の元、瑠璃の母親を彼女の眼前で殺害したことで互いの正体を知り、その際に瑠璃に対して「どんな経緯であれ、親殺しは結構残る」と諭すとともに「許せなけりゃ、いつでも殺しに来い」と宣言しているが、彼女とはその後も漫画家とアシスタントとして関係を継続しており、『⊿』では裏の仕事でもコンビを組むことがある。元々巨乳好きということもあって瑠璃にモデルになる条件で水着を買ってやったり、人生を悲観しすぎるのを諭したりするが、そうやって距離が近い時に限ってユキエに目撃されて誤解が生じている。
その一方で上京し闇狩人になる駿河修の初仕事の見届け役をしており、街中で顔を合わせ声をかけられた時は「気軽に声をかけるな」と注意をし、闇狩人としてのイロハと心得を教えている。
自動車運転免許を保有しているが、『⊿』ACT 17で京介の車を運転していた時に自分がペーパードライバーであることをぼやいていた。
駿河 修（するが しゅう）
演 - 汐谷文康・中澤まさとも
S県麻比木町出身の22歳の青年。『新』ACT・11および『⊿』ACT 4より登場。同町において町の風習から外れて無体を成す者を、町の「裏の掟」によって祭りの「事故」に見せかけて誅を下す家の末裔のひとり。地元では酒屋の配達のバイトなどをしていた。海水浴で比名ヶ浜を訪れた瑠璃らとも面識があり、秋月とは上京後に無料の法律相談会で知り合い、間には初仕事の見届け人になってもらった。ボクサー志望者だがプロテストには合格できず、それでも夢を諦めきれずに上京。だが故郷から長距離をスクーターで飛ばしたために熱中症になり、そのまま現地のホームレスたちに助けられて彼らと共に過ごすこととなった。ホームレス仲間のひとりである「ゴンさん」こと権田の恨み（後述）を晴らすため自ら「仮免許中の闇狩人」を名乗り「始末」に乗り出すが、相手は何人もの闇狩人を返り討ちにしていた常習の快楽殺人者であったために追い詰められ、最終的に瑠璃と秋月に助けられる。その後もホームレスの「健さん」と共同生活を続けていた。『⊿』ACT 4で通勤時間帯の電車が爆破されて川に落ちた死傷者が流されてくる事件に出くわし、その犯人を突き止めた際に自首を勧めるが、犯人の証人潰しに健さんが巻き込まれたことで正式に闇狩人としての初仕事を果たす。正式加入後は新聞店の配達員を表の顔として活動しており、特に高齢者の多い団地では上階でも玄関先まで届けることで好評を得ている。
その動体視力とパンチの速度・正確さは群を抜いており、自らの拳そのものを凶器として急所を殴打してダメージを与えるという近接戦闘が得意なタイプだが、本来競技であるボクシングでは相手の意識を刈ることはできても殺害に至るには決定打不足だった。そのため『⊿』ではT字型のマイナスドライバーを指の間に挟んでのパンチで標的を仕留めるスタイルに変えている。また瑠璃や間と組んで仕事する場合は自ら囮となりその隙に標的の始末を任せている。
第1シリーズの陣内力と同じく善意から闇の世界に入ったこともあって先行きを心配され、同時に危険視されてもいる。そして、名前は出ないが陣内と生き様が似ていると口にする者もいる。瑠璃や秋月から見てもプロテストに合格しなかったことを不思議に思われていたが、しのぶが公園でうたた寝している修を見つけた際に緩和ケア用のモルヒネを見つけたことで明かされた事実によると末期癌を患っており、余命は1年を切っている。癌が発覚したのはプロテスト中のメディカルチェックで、病院で再検査を受けた時点で手の施しようがない状態だった。
秋月 智（あきづき さとる）
演 - 内匠靖明・加藤将之
『新』ACT・2より登場。瑠璃に闇狩人としての仕事を仲介している「つなぎ屋（情報屋）」であり、間からは元締と認識されている。「つなぎ屋」ということもあり殺しの技術は持っていない。年齢は30代前半で怜悧で端整な顔立ちをした男性。現職の弁護士でもあるが、元々は検察側で検事をしていた、いわゆるヤメ検弁護士。検事時代においては非常に優秀であり、ヤメ検にならなくても順調にキャリアを積んでいればエリートとして将来を約束されていたことから、警察・法曹界の事情通間では変わり種のヤメ検として知られている。弁護士としての責務を果たした上で弁護対象者が正確に裁かれることを望んでおり、依頼人に対しても依頼を受ける前にまず法的な措置を勧めることが多い。最近ではネット関係の仕事がメインとなりつつあるが、標的が関わる事件の被害者の会の弁護士も務めることもあり、家族を亡くして感情的になる遺族に説得を働きかけたりしている。
瑠璃とは『新』ACT・6で兄である誠から引き継いだ小泉の仕事を代わりにこなしたことで接触を図ろうと考えている描写があったが、どのような形で接触したかまでは描かれていない。のちに瑠璃を巻き込んだ（裏の世界に関わることとなった）ことで誠から恨まれているだろうと呟いている。
間も同様にどのような経緯で接点を持ったかは現時点で不明だが、表の仕事が順調でいわゆる「開店休業中」だったときは画材の買い出しに出る日を狙って顔を出していた。仕事を依頼する際は巻紙に依頼者と標的の名前が書いてあるタバコを差し出す。間ほどではないが喫煙者でもある。
闇狩人の「つなぎ屋」としては瑠璃の後見人やトレーナーのような立場にもあり、その立場から『新』LAST ACTにおいては瑠璃の「親殺し」を看過できず、間に瑠璃の正体を明かして緊急の依頼を出した。
のちに発覚する修の病状についてはどのタイミングで聞いていたかは不明だが確認している模様で、病状が芳しくないことから焦りを感じているのではないかと修に聞いている。
1年中常に同じスーツを着ているが、クローゼットの中には同じ仕立てのスーツが複数着用意されている。
下の名前は2018年6月の坂口のTwitterで出した名前が公式のフルネームであることを『Δ』単行本6巻巻末にて記されてある。『Δ』LAST ACTで名前の『智』が「さとる」ではなく「とも」のルビが振ってあったが、単行本では「さとる」に修正されている。

#### 旧作本編登場の闇狩人
三枝 将（さえぐさ しょう）
第1シリーズにも登場した闇狩人の一人で、『新』ACT・7-10「INTERSECTION」編に登場した、現役トップミュージシャンで元闇狩人。旧作では長髪だったが本編では短髪となっている。
18年前の結婚を機に「人を殺り続ける手で子どもは育てられない」と闇狩人を引退したが、15年前にある切実な依頼を受けて「仕事」を果たし、ほぼ同時期に離婚。妻との間に女の子を一人儲けている。離婚したとはいえ、現在も娘との関係は良好で、娘からは「パパりん」と呼ばれている。
その「仕事」の相手の遺族が様々な殺し屋に依頼したことから常に狙われる身となるが、護身用のピックで片目のみ潰して追い払っていた。間にもその依頼が来たため彼と再会する。裏仕事用のピックはデビュー前から付き合いのある楽器職人の手製。作中では指紋が残らないようにナノコーティング処理が施されている。
間は秋月からかつての仲間という噂を聞かれた際に「お互い死にたくないから仕事のために組んでただけ（で仲間というわけではない）」と返している。
インターネット検索では150万件ヒットするくらい名前が知れ渡り、2万件ヒットするかどうかの間も驚きを隠せないでいた。
瑠璃とは同じ仕事をしたにもかかわらずドア越しだったため裏での直接の面識はない。ただし街中で同級生の父親として現れた姿を見て「芸能人だ…」と驚いていた。
『⊿』では直接の登場はしていないが、ACT 9.5で娘が購入した「ゴッドロワイヤル」の単行本（ただし中古品）にサインをする間の脳裏に浮かんだ姿として登場している。
我竜 京介（がりゅう きょうすけ）
第1シリーズにも登場した闇狩人の一人で、『⊿』ACT 13.5-19.5「標（しるべ）なき旅」編で登場。「PUBLIC FILE」で長髪だった髪を短くしているが、本作でも同じ髪型である。表の顔はトレジャーハンター（PUBLIC FILEの項目参照）だが、狙うのは金銀財宝ではなく歴史から隠された史実を暴くことで、見つけ出した史実をもとに教授（センセイ）が論文を発表し報酬を得ている。過去には教科書の内容も書き換えた実績もあり、腕っぷしもかなりのものと評判がある。ACT 18で「ひとり身は気楽」と話していることから結婚はしていない模様。
ACT 14の広島で謎の組織に追われている所で観光に来た間と偶然再会し、間に表の仕事の手伝いを3日間しないかと声をかけ、のちにその仕事中に殺された仲間の仇討ちを裏の仕事として間ら（間を通して瑠璃・修・秋月）に依頼する。
使用する武器は引き続きけん玉（第1シリーズの項目参照）を使用している。第1シリーズ同様フィアット500を愛車にしているが、本作では現行型に乗り換えている。長年表の世界で組んでいる仲間（船の乗組員）によれば「金と力」を持っている色男ではあるが、「遠慮 謙遜 妥協」は持っていないと語る。しかし、どうにも運のない間と違って悪運は強い。
本来ならば『新』で登場する予定だったが、移籍によって『新』が連載終了したために本編には登場できず、単行本三巻の坂口担当の書き下ろしページでは名前を出さず「出番待ちの人」という扱いで登場し、見開きで「不甲斐ねえ！」の文句と共に背後から坂口を蹴り付けている。『新』の連載が続けば近く彼の話になる予定だったが、移籍に伴う制約のために、しばらく出番がお預けになっていることが明かされていた。
陣内 力（じんない ちから）
第1シリーズにも登場した闇狩人の一人で、『⊿』ACT 22の最後に石動巌の脳裏に浮かんだ姿として描かれ、ACT 24「君、在りし日」編で石動の回想に登場する。作中やあらすじ等では名前が一切出なかったが、姿や額の傷等の特徴が一致していること、ホームレス仲間から「りっちゃん」と呼ばれていたこと、作外では彼のこと陣内として扱っていることから、本項では当人物を第1シリーズに登場した「陣内力」として、その陣内自身は『⊿』ではすでに故人のため、以下は石動の回想として記述する。
時は後にバブル景気と言われるようになった頃の話。表の仕事である人物を探していく中で石動と顔を合わせ、その後に古沢あかり（ふるさわ あかり）と言う小学五年生の女の子から闇狩人を探してほしいと頼まれる。あかりはリニア新幹線に絡む土地買収に絡み、甲府の自宅を放火し父親を自殺に見せかけて殺した一味（暴力団をバックに持つ不動産屋の連中でいわゆる経済ヤクザ、全員神奈川県川崎市の地名が名前となっていた)の始末を依頼するため闇狩人を探していた。あかりが闇狩人を探していると知った石動の協力の元、その一味を探していくうちに石動の相棒であるアキラが一味を追跡中に組員に拉致殺害され、更には石動の知り合いのスナックのママであかりを匿っていたオネエ系のガンコもその不動産屋の社長である川崎に殺害されたことで、石動と共にそれぞれ裏の仕事として始末する。事件解決後、千葉にある母方の実家に行くこととなったあかりにはガンコの死を伝えずに石動と共に見送る。この時石動から（あかりへの入れ込みの強さを見て）ロリコンかと聞かれ「妹に…似ていた」と返答、第1シリーズの「京に哭く鬼」で「鬼」となった父親に殺害された妹のケイコのことを思い出し、生きていれば同じくらいの年頃だったと打ち明けていた。そして石動とはその場で別れて以後それっきり会っていなく、当の石動もその後、妙な組織（皇コンツェルンと思われる）に絡まれて東京を離れていた。
以上のことを石動は修に似ていると口にした男の話として、陣内に興味を持った修に話している。
余談だが、坂口は予てから「陣内の復活はない」と公言していたこともあり当初陣内を登場させる予定はなかったものの、修と石動の存在や作画担当の細川がSNSにUPした陣内のイラストがこれまでで一番良かったこと、そして今の時代に合わないとボツネタとなった仮タイトル「ヤクザとオカマと小学生」があったことを単行本最終巻あとがきにて述べている。

#### 『新』での闇狩人および関係者
士堂 誠（しどう まこと）
瑠璃の8つ上の実兄。登場時点で故人。瑠璃にとっては父親亡き後の唯一の家族だが、瑠璃とは母親が違う可能性がある。
サーカスでは軽技とダーツ投げが売りのピエロとして活躍していたことから、「ピエロ」の名で闇狩人の仕事をこなす。武器は五寸釘を使い、高いところから標的に命中させる戦闘スタイルだった。
『⊿』ACT 5では工藤大介の回想として数年前に闇狩人として沖縄で同じ標的を始末した際に再会、涙を滲ませながら再会を喜び、会話の中で大介に闇の世界から足を洗うよう説得されるが、「追いつめられた誰かにとってはなくてはならない仕事」として続けることを語っていた。のちに父親の死でサーカスを解散し、瑠璃を大学に行かせるために東京へ出た際に大介から小泉を紹介された。しかし上京してすぐの6月に交通事故に巻き込まれて首を骨折し頸椎を断裂してしまう。当時の依頼を小泉に引き継ぐため情報を瑠璃に仲介したことが彼女を闇の世界へ入り込むきっかけとなり、依頼を小泉が終わらせた（実際は3人中2人は瑠璃が実行した）という報告を聞き安心したのか、夏の終わり（作中の1年前）に息を引き取った。
小泉（こいずみ）
『新』ACT・4 - 6の主要登場人物の一人で、ACT・6の回想に登場。ただし名前だけはACT・2ですでに出ていた。誠が東京に出た際に大介から紹介された顔なじみの闇狩人。壮年ではあるが独身の男性で表の顔は大舟生命の営業マン。武器を使用せず体術のみでのスタイルだった。
誠の依頼を引き継ぎ3人組の始末をしていたが、2人目の現場に瑠璃がついて来てしまったため気が逸れ相手に反撃されてしまう。相手はさらに瑠璃を痛めつけようとしたため死にたくなければ殺せと彼女に言い放つ。さらに人を殺して動揺した瑠璃に「君は奴の首に掛かったロープを引いただけ」「自分達は死刑台のロープ」「死刑執行のボタンを押すか否かは遺族が決めればいい」と諭した。依頼内容が書かれた手帳を燃やすよう彼女に指示をした上で立ち去らせ、彼女の血を隠すのも兼ねてわざと大量出血させ、誠と秋月に詫びながら死んだ。
誠と共に瑠璃が闇狩人として生きるきっかけおよびその思想に影響を与えた人物。
正木 徹（まさき とおる）
『新』ACT・7 - 10「INTERSECTION」で三枝将の回想に登場した正木始の父親で元闇狩人。登場時点ですでに故人で、戦術スタイルは不明。生前時の表の顔は舞台美術製作担当で将と接点があった模様。
15年前、公安関係者を標的にした「仕事」の後の現場付近を通りかかったタクシーのドライブレコーダーに姿を捉えられ、重要参考人として公安に目を付けられる。国家のために必要なら自白剤でもなんでも使う公安部相手に自身の「仕事」が明らかとなることから、家族に「人殺しの身内」という重荷を背負わせないため、古馴染みの将に自分を始末するよう依頼、指定したビルの屋上に全財産の依頼金を置き、そこから側溝に差し掛かったタイミングを見計らって投げた将のピックで首を切りつけて命を絶った。

#### 『⊿』での闇狩人および関係者
工藤 大介（くどう だいすけ）
外伝『蛍』に登場した闇狩人で、曰く「一匹狼の出張専門闇狩人」。49歳。『⊿』ACT4-8「北に果てる」編に登場。本作にて本編初登場となる。
表の顔は趣味と実益を兼ねた釣り巡業をして全国の釣り場の穴場レポートを雑誌や専門サイトに買い取ってもらっている。本作でも前述の釣り道具を武器としている。瑠璃や誠とは顔なじみで、10年前に瑠璃が玉乗りの練習中に誤って川に落ちそうになるところを助けた（釣りあげた）のが出会いで、それ以降巡業先が近いときは顔を出す。瑠璃曰く「年に1～2度会う親戚のオジサンみたいな感じ」の人。
瑠璃と北海道で再会したときはしのぶや将子らと一緒にいる姿を見て友達ができたと安堵するものの、誠が亡くなったことを聞き驚きを隠せず、瑠璃が一人ぼっちなのを心配していた。更には仕事の現場を瑠璃の目前で見られてしまい、翌日瑠璃を呼んだ際闇狩人であることを聞かれて肯定するも、瑠璃自身も「兄の仕事を引き継いだ」と同業者（闇狩人）であることを打ち明け、小泉も亡くなったことを含めお互い全てのことを話す。
北海道ではいくつかの闇狩人としての「仕事」をしており、最後の的として白神直也と対決するものの「技」はわずかに外れてしまい、反対に左肩と右足に被弾する。その場に居合わせた瑠璃のカラス口もヒットせず解体中の建物の屋上から白神の巻き添えを受ける形で落ちる瑠璃を自身の道具で釣り上げて転落を防いだ。
現時点では旧シリーズも含め間をはじめとした本編に登場する闇狩人との直接の面識はない。
石動 巌（いするぎ いわお）
『⊿』ACT 12「許さざる者（前編）」から登場した元闇狩人。40歳。妻がデイトレードで稼いでおり、主夫業と言いつつ実質的にはヒモ。自らを「身勝手な人でなし」「無料（タダ）の人殺し」と名乗っている。
武器はその場にある先端の尖った棒状のもの（割箸や傘、飲食物の串など）を耳や鼻の穴に刺したり関節技等の力技を使うなど、特に決まった武器はない。
闇狩人を続けるうちに「いちいち依頼を受けていては手遅れになるだけだ」と考えるようになり、告発サイトなどを参考に問題のある人物を殺すようになった。DVやネグレクトで子供を殺すのも時間の問題だった保護者を殺害したのち、施設に入った子供（タエ〈後述〉と稔〈みのる〉）を第三者として引き取っている。妻との間に実子はいない。
半グレ集団「悪貨（アッカ）」に入った末、集団を抜けようとした隣家の青年、猪俣正和（いのまた まさかず）が殺害され、その犯行現場の一部始終を録画していた所を見られ、追われる身となった告発サイトユーザーの青年でハンドルネーム「REDII」こと赤井浩次（あかい こうじ）も殺されたことにより実行犯であるリーダーの井沢（いざわ）を含めた共犯者4人を狙い、うち赤井を殺害した共犯者の一人を秋月からの依頼を受けた修より先に仕留める。その後も井沢に狙いをつけて尾行し仕留める機会を探っていたが、今度は修によって先に仕留められたものの、出し抜かれたことにはむしろ喝采を上げていた。
第1シリーズと同時期（原作の時系列ではACT.15～20の辺り）は暴力団の組員（的屋）をしながら闇狩人をしており、あるきっかけで陣内力と顔を合わせる。のちにわずかの期間ながらコンビを組んで裏の仕事をしたことがあり、そのためか修にその男と似ていることを明かす（顔は似ていないが生き様や持ちかけた交換条件の応じ方などが似ているという意味で）。
本編ではその姿からハードなイメージが強いが、単行本のおまけページでは養女であるタエの成長を嬉しく思う反面、少し寂しく感じるほのぼのな描写もある。

#### 『新/⊿』での一般人
美崎 ユキエ（みさき ユキエ）
瑠璃が通う高校の卒業生でもあり、瑠璃らのクラスでもある2年4組の担任。37歳。実家は下宿館から建て替えたマンション「メゾン美崎」。癖のある生徒たちに囲まれながらも持ち前の度胸と根性で切り抜ける女教師。学校内では常にジャージを着ている。婚期に悩んでおり、結婚関係の話が出ると怒る。元スケ番で後輩を含めた彼女に近い世代の者からは「学園のレジェンド」として名前と武勇伝が知れ渡るほど有名だが、教師ということもあり、校内では立場上公私を弁えている。また、事情を知る瑠璃ら以外の校内の生徒に自分の過去がばれないよう第1シリーズで見られた凶暴さは（間以外には）抑えつつあるものの、彼女の怖さを知る男子生徒は逆らわないようにしている模様。『新』ACT・4で瑠璃をファン＆アシスタント志望者として間に紹介する。
20年以上の付き合いがあるにもかかわらず現在も間の裏の顔を知らず、同時に教え子である瑠璃の裏の顔も知らない。間には瑠璃の家族のことを聞くなと釘を刺すなど、担任としておよび学生時代の間と同じ境遇にある瑠璃のことも心配している。
10年前に間とは別のとある実業家と婚約までいったが、間によって始末されている（後述）。殺された理由も殺した相手が間であることも知らず、その男から貰った婚約指輪もしばらく付けていたままだった。
杉崎 将子（すぎさき しょうこ）
瑠璃の同級生の一人。栗色でポニーテールの女子高生。今時のギャルで、どこか思考がお気楽かつ刹那的な人物だが情にはとても厚い。スカートを短くしているため下に短パンを履いている。警戒心の緩い瑠璃に対してスケベ心を見せる男子同級生らに鉄拳制裁をすることもある。
「INTERSECTION」編の最後に三枝将の娘であることが明かされた。だが父の「裏の顔」は当然知らされてはいない。同時にユキエとしのぶは将が父親であることを知っているかどうかは不明。歌が特技で、父親である将がミュージシャンということもありカラオケではプロ級の腕前を持つ。本人は悪気はない模様だが時折周囲の人間を振り回す傾向があり、間曰く「父親は相手のリズムを読むが、娘は（相手の）リズムを崩す」と呟いている。
佐原 しのぶ（さはら - ）
瑠璃の同級生の一人。本好きで図書館司書を目指しているクールな優等生。黒髪のロングヘアーで眼鏡を掛け、右目の下に泣きボクロがある。趣味と進路が一致したとはいえ、自身が堅実に生きているのを自覚しているが、瑠璃や修の様に夢を追っている者や将子の様に楽しんで生きようとする者にも理解があり友人として付き合いがある。
美奈子同様に暴力団の抗争に巻き込まれるが、鞄に入れていた本に流れ弾が当たって難を逃れている。『新』以降で度々使われる「闇狩人という凶器を使った人殺しになる」（類似表現を含む）という台詞はこの時の彼女が美奈子の仇を討つために闇狩人を探すという将子に向けた言葉として初めて使われた。
『新』ACT・11で標的となった男にナンパされかけたところを助けられたことがきっかけで上京した修に恋愛感情を持っている模様で、よく公園のベンチで寝ているのを見て気にかけたり、修の新聞配達エリアに自宅が入っていることから修が配達している新聞を購読し、受験勉強を朝型に変え直接受け取っている。一方、間のことは瑠璃を通して色々話を聞いているが、実際に顔を合わせたのは海水浴で出会った修よりも遅い。
『⊿』ACT 28では間の元アシの漫画作品のトリックを模倣した連続殺人事件の被害に遭い一時は意識不明に陥った。この時は修とのデートだったため、意識が回復した後にトラウマ克服を兼ねて改めてデートをして、その時のトラウマを克服している。
今野 美奈子（こんの みなこ）
瑠璃の同級生の一人。ショートヘアでイルカのピン止めを前髪に装着している。瑠璃を含めた仲間からは「ミナ」と呼ばれており、イルカ好きで将来は水族館の飼育員を目指していた。瑠璃らと一緒にいた時の学校からの帰宅途中、暴力団の抗争に巻き込まれて流れ弾が当たり入院、病床で瑠璃たちに闇狩人への依頼（自身の敵討ち）を託した二日後に亡くなる。仕事の関係で転校続きで友達ができなかった瑠璃にとってはやっとできた友達だったこともあり、仇討ちを瑠璃が一人で引き受けることとなった。父親との二人暮らしだが、母親については明らかになっていない。
望月 美緒（もちづき みお）
瑠璃の同級生の一人。ボサボサ気味のショートヘアでおとなしめの女子高生。『⊿』ACT5 - 8の北海道の修学旅行で瑠璃たちと一緒の班になり、宿泊先では瑠璃と同じ部屋に泊まる。
血の繋がっていない別れた父親が元暴力団員で、子供の頃に同級生の親や先生に距離を置かれていることにうすうす気づき自分から友達は作らず、かつて美奈子がヤクザの流れ弾に当たって死んだことを気にかけて、瑠璃らに対して「仲良くなる資格がない」と言って避けていた。それでも父親のことが好きなことを瑠璃は気づいていた。
瑠璃が見知らぬ男から渡されたハンカチで父親が北海道にいることを知り、その中に入っていたメモを見て小樽で再会するが、その直後に父親の命を狙う中国マフィアの残党に連れ去られて人質にされるも父親と瑠璃に助け出される。父親が誰かに殺されることを覚悟してか「殺されたりしないで」と告げて別れるが、その直後に（結果的には転落死によるものの）瑠璃と大介によって始末されたことは知らない。翌日、大介のもとに向かおうとする瑠璃に声をかけた際はどこかすっきりした表情を見せていた。
単行本2巻カバー下裏表紙に「望月親子のありし日」というタイトルの4コマ漫画が描かれ、家族との食事で3歳の彼女が「いただきます」を言わない、もしくは言っても小声の父親に注意する姿が描かれている。
岩井（いわい）/ イワイ モトキ
『新』に登場した間のメインアシスタント。秋から新連載が決まり独り立ちが迫っており、夏休みを境に瑠璃と入れ替わりでアシスタントを辞めた。既婚者。
『⊿』ではACT 28の『新』で登場した1年後に再登場、連載作である『JK探偵MEI』がヒットし、単行本2巻発売と1巻重版となる人気でアニメ化や映画化が目前に迫っていた中、作品内のトリックを利用した殺人事件が連続発生して発売中止と回収を迫られアニメや映画化も中止となった。岩井自身もネット掲示板でのストーカー行為に苦しみ引っ越しを余儀なくされており、それらの当事者が岩井の高校時代の同級生で小説家を目指していた水上（みなかみ）の仕業とのちに判明するが、その後も現状を見続けるためにストーカー行為を続けていたことから、真相を確かめるべくビルの屋上に誘き寄せるも、なおも強い嫉妬心を持つ水上に突き落とされて命を落とす。
死の直前に間から誘われた焼き肉店での会話で（瑠璃も一緒に誘われている）「僕が不審死した時は事故か殺人だからその時は噂の闇狩人に頼んで」と言い、間に頼まれて用意した資料（岩井に関する掲示板のスレを印刷したもの）を見た間は全てが同一人物の仕業で文法も小説の作法であることを見抜いたことや、これらの目的は岩井の失脚であること（岩井の漫画のトリックが使えれば殺す相手は誰でもよかった）から、岩井は水上の仕業である可能性が高いと察し、その真相を確かめようと代金を先払い（奢るつもりでいた間は逆に奢られる形になり、それが依頼料となった）して先に店を出ており、突き落とされる直前水上との会話を通話で間に聞かせていたことから裏の仕事として成立し、通話履歴が残っているため直接は動けない間に代わり瑠璃が水上の始末に動いた。
『JK探偵MEI』のモデルは瑠璃であり、一部のトリックは間との雑談の中で生まれていることを明かしている。
健さん（けんさん）
『新』ACT・11-12、『⊿』ACT 4に登場のホームレス。本名および年齢不明。ゴンさん（権田）と共に熱中症で倒れた修を助け、ゴンさん亡き後は修と共に生活していた。もともとは自営業（父親からから継いだ工場を経営）をしていたが、8年前に借金を抱えた挙句に実家が第三者の手に渡り、嫁も息子を連れて消えた。
列車爆発事件の際に川を流されてきた被害者を救助したことでテレビ取材を受けて顔が出たことがきっかけで離れ離れになった家族と連絡が付き、家族の許へ帰ることが決まった矢先に、事件の実行犯である高校生の作ったトラップに巻き込まれ命を落とす。
かつては野球部でキャッチャーをしていたこともあり、ゴンさんの敵を討つ修のトレーニングにも付き合っていた。
篠崎 茜（しのざき あかね）
『新』LAST ACTに登場した瑠璃の母親。年齢は明らかになっていないが30代後半とみられる。秋月によると父親の違う弟妹（性別不明）が2人存在する。ACT・4における回想シーンで「幸せになりに行く」と語って離婚届を父に渡すよう頼み瑠璃の前から去っていったが、これが切っ掛けとなったのか相手との問題がこじれると事故を装ったり薬物を用いて相手を手にかけるようになる。そのため秋月の下に「仕事の標的」として依頼が舞い込み、瑠璃がその依頼を引き受け「闇狩人とそのターゲット」として再会することとなった。瑠璃自らの手で始末することで自身の過去に決着をつけるつもりだったが、状況を慮った秋月から依頼のかかった間の手によって始末された。
石動 タエ（いするぎ タエ）
石動家に引き取られた幼い女の子。『⊿』ACT 12より登場で、旧姓は佐治（さじ）。
実の両親から度重なる虐待を受けており、それに業を煮やした石動がその両親を殺害、その後養護施設に預けられていたところを石動家に養子として迎い入れられる。石動は保育園の送り迎えをしたり一緒に子供向け番組を観ている等、彼女を可愛がっている模様である。
相原（あいはら）
『⊿』ACT 22～23.5に登場の南町学園高校教師で同校のOB、ユキエの同僚で5歳年下。ユキエのことを先輩と呼んでいるが、校内では先生と呼ぶよう注意されている。ユキエの高校時代の伝説も知っており、間とも面識がある。
話中で起こった連続通り魔事件に絡み、帰宅途中スマホで母親に連絡を取るユキエに襲い掛かろうとした通り魔から身を守ろうとして間に入るも、反対に反撃しようとしたユキエに背後から急所を蹴られ2日間入院した。間からは命の恩人と感謝されるが、当の本人は余計なことをしたと呟く。
ユキエに好意を持っている模様だが、以後登場してないため進展は不明。

#### 『新』長編の主要人物
仁科 春樹（にしな はるき）
ACT・4 - 6の主要人物の一人で、秋月が馴染の客としてタバコを買いに行くコンビニの店員。だが真の正体は記憶を失った殺人犯であり、瑠璃の兄である誠を交通事故に巻き込んだ張本人。
1年近く前に好意を寄せていたアルバイト先の同僚で大学生の倉持唯（くらもち ゆい）の結婚話に激高し、それを阻止すべく唯の家に乗り込んで両親と婚約者を殺害、証拠隠滅のため火をつけようとしたところ漏れていたガスに引火して爆発。そのショックで記憶喪失となる。そのため起訴されるも自供を得られず裁判は一時中止となり、別人格として仮の生活を送っていた。
記憶が戻った事で、逆にその間の記憶を失い戸惑いながらも、用意されていた手紙や日記を利用して記憶を失ったふりを続けて唯とよりを戻そうと探し出すが、倉持家の墓前で唯が亡くなったことを知り茫然としていたところに現れた秋月から記憶が戻ったことを問いただされ、記憶喪失後のことや唯についての全ての真実を聞かされる。その上で裁判を再度受けるか聞かれたところ拒否して襲い掛かったため背後から現れた瑠璃がカッターナイフで首を刺す。そして秋月から自らのしてきた行為について「全てを諦めざるを得なくなった彼女の最後の希望を奪った、ただの悪質なストーカーに過ぎない」と断言されて更に激昂し、首に刺さったカッターナイフを自ら抜いたことによる大量出血で死亡した。
正木 始（まさき はじめ）
ACT・7 - 10「INTERSECTION」編の主要人物で、町工場で働く21歳の青年。15年前に三枝将が請け負った依頼で殺した男・正木徹の息子。2年前に母親を失う。父親の死から15年間虚無的に生きてきたが、6億円の宝くじに当選。その資金で多数の殺し屋に将殺しを依頼する。工場ではプリント基板の加工を担当しており、その技術で意図的にバッテリーが破裂するよう改造したフィーチャーフォン（ガラパゴス携帯）を殺し屋との連絡用に配っていた。
ターゲットを狙って第3者を巻き込む真似をした殺し屋を前述の携帯を使って殺害するが、その殺し屋の家族が犯罪者の身内と発覚して苦しんでいるのを目の当たりにして思い悩むなど本人はいたって善良。闇狩人から立て続けに依頼を断られたことで自分の父も悪人だったのかと疑問を持つが、ターゲットである将本人から真相を知らされ、それを聞いて安堵した矢先に彼の資金を狙った殺し屋に狙撃された上、喉を切り裂かれる。命のあるうちに最後の力で依頼をすべてキャンセルし、現場に駆け付けた秋月と瑠璃に仕事を依頼した。奪われそうになった資金（5億7626万2000円）は彼の遺言を受け取った瑠璃の手で事故犯罪遺児支援団体に寄付された。
菊地 次郎（きくち じろう）
ACT・11 - 12「バトン」編の主要人物。54歳。16歳（高校2年）の時に同級生の女子生徒を「誰でもいいから、人を殺してみたかっただけ」という理由で殺害し、14年の実刑判決を受ける。出所して2年後に住んでいたアパートの隣人を殺害してアパートに放火。13人に及ぶ死傷者を出して逃亡。殺人罪の時効が撤廃される前年に時効が成立し、現在は川崎市郊外で農業をしながら暮らしている。
実際には現在も享楽的な殺人を続けており、いなくなっても騒がれることのない不法就労者やホームレス、更には依頼を受けた闇狩人も少なくない数を返り討ちにしている。被害者の遺体は生ごみ処理用のコンポストで処分している。農業をしているのも武器として転用しやすい園芸用具を揃えるためという側面が強く、闇狩人すら殺害対象の方から来てくれると歓迎している根っからのシリアルキラー。秋月曰く「危険なうえに狡猾かつ大胆」と瑠璃に注意を促し、権田との戦いの様子を見た瑠璃も「対応力の凄さと躊躇のないところ」に怖さを感じていた。最初の殺人事件被害者の恋人からバトンを受け、3年掛けて探し当てた権田も返り討ちにするが、さらにバトンを受け取った修と戦っていた際に後ろから瑠璃に仕留められた。
権田（ごんだ） / ゴンさん
ACT・11 - 12「バトン」編の主要人物の一人で、喜多川の乾橋の下に住むホームレス。菊池次郎の2歳上、下の名前は不明。ホームレス仲間からは「ゴンさん」と呼ばれており、スクーターで炎天下を長距離走って倒れた修を助ける。修曰く「命の恩人」。
40年近く前に菊池に殺害された後輩の女子生徒（氏名不詳）と、仇討ちのために菊池の居所を突き止めたものの、志半ばで倒れた中学からの友人である中島（なかじま）のために菊地を長年探していた。修からは闇狩人を探したほうがいいと勧められるも、「闇狩人を頼るのは自分が死んでから」と言い、せめて自分の手で一発殴らないと気が済まないと返す。その後、3年間の放浪の末に漸く菊地の居所を突き止め、修に後を託す手紙を遺して菊地の家に向かい、返り討ちにされる覚悟のもと「自分の手で一発入れる」目的のために菊地に挑む。結果的には帰らぬ人になるもその目的は果たした。
菊地に挑む直前に自らを振り返り、3年の放浪で出会った人たちに思いを馳せる。自身についても「父親は7年前に死亡、認知症になった母親は退職金で介護施設に入れた（だから自分が殺人犯になっても返り討ちに遭ったとしても、悲しむことはないだろう）」と、中島へは「俺はこの世で殺す、お前はあの世で殺せ」と呟いている。
『⊿』ACT 10では依頼人である老人の身の危険を察知し現場に向かう修の脳裏に浮かんだ姿としてもう一人のホームレス仲間だった健さんと共に登場している。

#### 『⊿』長編の主要人物
向井 雄一郎（むかい ゆういちろう）
演 ‐ 渡部康大
ACT 4「未完の人々」の主要人物である高校生。早朝の通勤ラッシュを狙った鉄道テロ事件の実行者。中学時代は科学部に所属していたことから爆発物を作る技術を持っており（鉄道テロ事件に味を占めて化学兵器も作ることも考えていた）、レンタル倉庫を借りて材料の保管と製造をしていた（そのため自宅には警察が来ても証拠が見つからなかった）。家族構成は父親との二人暮らしで、母親は中1の時に亡くなっている。父親は仕事で一緒にいる時間がほとんどないため、父親を「自分の財布」としか認識を持っていなかった。そのせいか他人の生き死に頓着を持っていない。
事件当日、手前の駅で降りたことや事件に便乗した国際テロ組織の犯行声明を見て嘲笑う姿を見て不審に思った女子高生、山城静香（やましろ しずか）が警察に（雄一郎が実行犯であることを）説明したが、証拠がなく取り合ってくれなかったため現場で救助作業にあたった修らに闇狩人を探してもらうよう依頼し、静香が突き止めた情報から爆発物を作ることのできる倉庫を見つけ出したことから闇の仕事の標的になった。
その後、街中で修に自首しろと忠告されるも、修がニュースに映ったホームレスであることを知り、修の寝床にカセットボンベを使った罠を仕掛けて殺害しようと企てる。そこに髭剃りを返しに来た健さんが罠の巻き添えになったため、修の闇狩人としての初仕事として始末される。
後述になるが、この事故の半年後に父親がこの一件に絡んだ事件に巻き込まれることとなる。
白神 直也（しらがみ なおや）
ACT 5 - 8「北に果てる」編の主要人物のひとりで、望月美緒の血のつながりのない父親。50歳。元風神組構成員で組解散後は暴力団の依頼専門の殺し屋となり、5年前に殺人事件の犯人として指名手配されると同時に離婚していた。白髪でオールバックのヘアスタイル、顎に傷があり普段はマスクで顔を隠しており、背中には弥勒菩薩の刺青が入っている。使用している武器は旧ソ連製のPSSという消音拳銃で、命乞いする者に対しても容赦をせず、降りかかる火の粉は完全に消し去る戦闘スタイル。瑠璃曰く、間や大介と似た空気を感じていた。
娘の美緒が修学旅行で北海道に来ていることを知り、瑠璃に落とし物と称して美緒へハンカチを渡すよう頼む。そのハンカチには待ち合わせ場所のメモを入れており、それを見た美緒と小樽で再会。再会し別れた直後に美緒が中国マフィアに拉致され、監禁場所である解体中のホテルに単身で乗り込み、屋上にいた男以外すべて始末した。屋上にたどり着き再度再会した美緒に別れを告げ姿が完全に見えなくなったことを確認した上で大介との対決となり、拳銃で大介の動きを止めるものの背後にいた瑠璃にカラス口で刺される。しかし詰めが甘かったため致命傷にはならず、瑠璃のコートの襟を掴んだ際に足を踏み外して瑠璃共々屋上から落下するが、瑠璃に美緒の面影を見て掴んだ襟を放して転落。そして瑠璃らにしばらく見つからない場所に自分の死体を捨ててくれと頼み息を引き取る。
一柳 賢也（いちやなぎ けんや）
ACT 9（「北に果てる」編のエピローグ）で間の10年前の回想に登場したユキエの元婚約者。ネット関連企業の社長で実業家。29歳（回想当時）。
なんでも新品でないと気が済まない男で、好意を持った女性の過去が気になって仕方がないと口にする。好意を持った女性が過去に他の男と何らかの関係を持つこと＝中古品という見識を持ち、部下の男（氏名不詳、パーマヘアーの一見ホスト風、間は当初興信所の人間だと思っていた）を使って交際していた男の身辺調査をさせたり、自ら食事に誘って二人がどこまでの仲だったかを聞くくらいの執着ぶり。
回想時から3年前、有田春奈（ありた はるな）という女性と結婚を考えるも「中古品」であることを理由に殺害し、元彼だった男も部下によって殺され、凶器の刃物をポケットに入れた状態での春奈への未練による（入水自殺に見せかけた）無理心中として処理されていた。同様にユキエのファーストキスを奪われたという理由だけで間を拉致して殺害しようと企てるも部下の男共々返り討ちに遭う。
片桐（かたぎり）
ACT 14-19「標なき旅」編に登場した主要人物の一人である老人。96歳。下関でひ孫である奈緒との二人暮らしで、毎日響灘の海を眺めて暮らしていた。同居前は一人暮らしであることを心配され、同居している奈緒が大学に合格したら家族のいる京都の家で暮らすよう説得されている。
京介の探していた「お宝」＝第2次世界大戦中に旧日本軍が開発していた「原爆」の制作者の一人で、海底に沈む妙高型重巡艦の中に潜む伊403型潜水艦の中に隠されていた原爆を搭載したグライダーの回収と処理を長年国に嘆願していたが無視され続けていたため京介に回収と処理を依頼していた。京介が回収の報告に訪れた際、アメリカ人組織の銃弾に巻き込まれるが、木所による咄嗟の対応で辛うじて一命を取り戻し組織からの更なる銃撃から難を逃れる。しかしその木所が銃弾に倒れ命を落としたことは知らされず最後まで正体を知らなかった。
この一件が解決した後は怪我も回復して退院し、奈緒の実家のある京都で暮らしている。
木所（きどころ）
ACT 14-19「標なき旅」編に登場した主要人物の一人で、国家公安調査局の職員。「田中」という偽名を使って片桐家の隣に18年間住んでいた。
祖母の兄である門倉一太郎（かどくら いちたろう）が片桐の戦友であることを偶然知り、若き門倉に容姿が似ていることから公安上層部が片桐の監視役として付けていたが、京介が現れることを聞き片桐家に訪れた公安職員を襲撃したアメリカ人組織との銃撃戦で凶弾に倒れ、その銃撃戦で殉職した他の公安職員と共に海外公務中の事故による殉職として処理された。銃撃戦になる直前に緊急措置として奈緒を京介に託し、祖母の兄の戦友でもあり長年の隣人である片桐を命懸けて守ろうとした。
キルゴア
ACT 14-19「標なき旅」編に登場した主要人物の一人。初老のアメリカ人組織の指揮官で元CIA幹部。
当初は京介が見つけ出した「お宝」を狙い、それを奪って外交の切り札（＝ゆすりの道具）に利用しようと計画していたが、結果的には京介の時間稼ぎに利用され、部下達に京介の殺害を指示。その一方で浜口らを殺された京介の裏の仕事の標的となり、東京での京介との交渉に敗れた後（この直後、部下達は間らに始末された）、ワシントンに戻った際に待ち構えていた京介によって始末される。
ワシントンに愛人と思われる女性がいるが、「自分の弱みを作るようなもの」と結婚することは考えていなかった。
ゴードン、ブラウニー、シルバ
ACT 14-19「標なき旅」編に登場したキルゴアの部下でアメリカ政府の特務部隊。
刈上げの髪型で拳銃をメインに使用している男性がゴードン、口の周りに髭を生やしており、ライフルをメインに使用している男性がブラウニー、日本語も話せる長髪の女性がシルバ。
京介とキルゴアの交渉時に観光客に成りすまして周辺にいたが、交渉が決裂したことて京介に攻撃を仕掛ける。そこにたまたま観光に訪れていた間も巻き込まれることとなる。その後「表の仕事」の最中に京介の仲間を殺されたことによりキルゴア共々京介の裏の仕事の標的となる。
東京での決戦では、遊撃隊としてシルバのサポート役を務めるゴードンは瑠璃が囮になりその隙を修に、交渉の仲介役を務めたシルバは京介に、京介を狙撃しようとしたブラウニーは間によってそれぞれ仕留められる。
浜口 友和（はまぐち ともかず）
ACT 14-19「標なき旅」編に登場したクレーン船の乗組員。39歳。口の周りと顎に髭を生やしている。
京介とは表の仕事で長年組んでおり、京介と初めて組んだ時に生まれた高校生の息子を大学に進学できるまでの報酬を得ていた。息子とは違い中卒の学歴しかないが、京介からは「学歴だけのバカとは違って頭がいい」と評されている。
京介が探し求めていた「お宝」を引き上げの最中、キルゴアの部下による海面からの攻撃により直立した状態の船外に投げ出され、命綱代わりになっていた無線で京介と連絡を取るも助かる見込みはないと悟り、涙を浮かべながら「最期に話せてよかった」との言葉を残して転落し命を落とす。他にも3人の仲間が命を落とし、このことがキルゴアらを標的とした京介の裏の仕事として間へ依頼することとなった。
後日、すべての仕事を終え四十九日の墓参りに訪れた京介は彼の息子が語った夢を聞き、「発想は妄想から生まれるから行くところまで行け」とアドバイスした上で将来の投資を約束した。
片桐 奈緒（かたぎり なお）
ACT 14-19「標なき旅」編に登場した片桐のひ孫で浪人生。アホ毛のあるショートヘアーで眼鏡をかけている。
前年に大学受験に失敗しており、曾祖父である片桐との同居を条件に浪人活動をしている、曾祖父の行動については気になっていたが、原爆の件については知らされていなかった。曾祖父を訪ねてきた京介のことは30代半ばだと思っていた。大学受験のために東京に向かうところだったが、行き当りの事情で京介らと東京まで行動を共にする。
事件が解決した後は大学に合格した模様で、東京での生活をスタートさせている。
向井 誠一郎（むかい せいいちろう）
ACT 4の半年後を描いたACT 20「残された人々」の主要人物。鉄道テロ事件の犯人である息子の向井雄一郎の父親で「ダンラン食品」に勤めるサラリーマン。雄一郎亡き後に彼が起こした鉄道テロ事件の賠償を支払い続けていたが、「鉄道テロ犯人の父親」とネットで晒され拡散されたことで退職と転居を余儀なくされる。
その後、公園で突然のゲリラ豪雨にもかかわらずベンチに座ったままでいたところを修が目撃し声をかけるが、いきなり現れたフードを被った男に「責罰を与える」の言葉と共に包丁で胸を刺され殺害される。
仕事でとはいえ雄一郎を始末した修としては「あんな最期を迎えさせるために息子を殺したわけではない」と仇を取ろうとするが、犯人と接点があるため、秋月の指示で標的の始末は瑠璃に任せることになり、突然のゲリラ豪雨の中背後から瑠璃のカラス口によって始末される。
一時は嘱託自殺の疑いをかけられそうにあったが、標的との接点はなかったため保険金は支払われることとなり、被害者遺族への救済に充てられることとなった。
ヨキ、ハル
最終章であるACT 32-LAST「空白領域」の主要人物。双子の少年だが、数年前まで母親と共に山の中で自給自足の生活をしていた。母親が死んだことで山を下りるが、人間社会での常識が欠如しており、職務質問してきた警官を殺している。一時期石動の世話になっていたが、預けられた寺の住職を殺害して逃亡。作中時点では原発事故によって立ち入りが禁止された町で表社会から逃亡してきた者たちと暮らしている。

## 我竜京介 PUBLIC FILE
上記の通り、闇狩人の一人である我竜京介の『表の顔』である、トレジャーハンティングを主題とした漫画作品。フロム出版のコミックレーベル「ベルコミックス」より、1993年12月31日に初版発行。後に東京三世社「LE-COMICS」レーベルに移管された。レーベルおよび出版社故に現在では18禁扱いとしている書店もあるが、本作は（少なくとも発刊当時の基準においては）18禁作品ではない。作品内容は描き下ろしで、出版における企画と制作を編集会社であるペーパーハウスが受け持った。評価によっては続編を企画する可能性もあったようだが、結局はこの1冊で完結している。全2話。

### PUBLIC FILE あらすじ
我竜京介。とある資産家に雇われ、その研究仮説をもとに遺跡を探索調査するトレジャーハンター。しかし彼の行く先には、ある時には宝を巡り、ある時には古代の遺産に伴う失われた技術を狙い、様々なキナ臭い陰謀がつきまとう。京介は歴史の真実と資産家よりの報酬、さらには大きなスリルを得るために、それら陰謀を排し戦う。その向こうにあるものは、果たしていかなる「真実」か。

### PUBLIC FILEの登場人物
我竜 京介（がりゅう きょうすけ）
上記参照。けん玉を武器に操る凄腕のトレジャーハンター。
第1シリーズでは襟足の部分を伸ばした長髪だったが、本作では短くしている。
教授（センセイ）
京介の依頼人。歴史異説の研究を行っている資産家の考古学者で、その研究におけるフィールドワークと証拠品の蒐集を京介に依頼している。秘書にセーラー服やナースやバニーガールのコスプレをさせることが趣味で京介いわく「ヘンタイジジイ」である。
『闇狩人⊿』ではACT 14で京介との電話越しで登場し、京介と共に海底に眠る「原爆」を調査していた。ただ近代史は専門外だったことと、接触してきた「組織」との交渉を拒否すれば始末されていた可能性があったため、やむなく交渉に応じ手を引いたが、京介には金は出すから好きに動けと伝える。
井原 かつみ（いはら かつみ）
第1話『白き花に入りし者』のヒロイン。東北の田舎に住むショートボブの女子高生で家は父子家庭の農家。東京へ冬季の出稼ぎに出た父親が、トラブルによって帰らぬ人となったために、その遺骨を引き取り帰宅したところで、自身の家が家探しされて荒らされていた現場を見て、事件に巻き込まれる。実は父親の死には「義経の遺産」が関わっていたといい、そのために京介のトレジャーハントに同行することになる。
加藤（かとう）
第1話『白き花に入りし者』に登場する敵の一人で暴力団関東鬼龍会に所属しているヤクザ。部下のチンピラを2人ほど引き連れている。かつみの父の知る「義経の遺産」を狙って拷問の末に殺してしまい、次策としてかつみを狙い拉致するも、京介の横槍が入り対立することになる。実は大手不動産会社である光興産の下請けとして動いていた。
平（たいら）
第1話『白き花に入りし者』に登場する敵の一人。光興産渉外四課（トラブルにおける荒事および違法脱法処理を専門とする課）に所属するチームリーダーで部下を2人引き連れている。東京に出稼ぎにきた、かつみの父より居酒屋での話のネタとして、義経の遺産の話を聞きつけてバブル景気崩壊時において目減りした会社の資産の穴埋めのために、これを狙う。
源 義経（みなもとのよしつね）
第1話『白き花に入りし者』に登場。本作では「白き我が花に入りし者、黒に染まらん」の言葉を残し、それが財宝伝説となったとされている。同話の最後で「魂転の外法」という転生の秘術によって魂を自らが持つ刀に封じ、自らの寄る辺となる肉体を探し続け、これを乗っ取ることを画策していたことが判明する。
安重（あんじゅう）
第2話『いつかその日まで』に登場。お寺の嫡子で、実家を継ぐために高野山で修行している見習い僧。修行に入って、まだ日が浅く俗世に彼女を置いてきている。だが彼女のほうが我慢しきれずに高野山にやってきてしまい、その彼女と逢引して家に帰るよう説得する最中、京介と出会い成り行きで彼に協力することになる。俗名は「安重（やすしげ）」で、彼女からは「ヤックン」と呼ばれている。
岸田 智子（きしだ さとこ）
第2話『いつかその日まで』のヒロイン。安重の彼女。彼氏に会えない鬱積から禁を破って高野山に押しかけてきた少女。安重と共に京介と出会い、騒動に巻き込まれる。
星海上人（せいかいしょうにん）
安土桃山時代に高野山で即身仏として入定したと言われる人物。元は和歌山県の砂浜に遭難漂流者として流れ着いた人物と言われるが、人よりも優れた知恵を持っていたとも言われ様々な謎に包まれている。
西住（さいじゅう）
かつて修行の孤独に耐えかねた西行の手により反魂の術を用いて創られた人造人間。だが、その出来は西行にとっては満足のいくものではなく、我に返った西行によって高野山の奥に打ち捨てられた。知性やコミュニケーション能力は弱いが、皆無というわけでもなく人の善意と悪意くらいは感じ分けられるようでもある。ただ、害意のある者には一切の容赦がない。のちに星海上人に拾われ、彼の優れた知性によって心を通わせ、上人の入定地の番人として行動するようになる。
その体組成は現代科学においても破壊が困難な攻撃耐性に優れた素体であり、そのために米国特殊部隊に狙われてしまう。のちに米軍がモニタリングした西住の体組成データが『Dの軌跡』主人公・飛高大悟の愛用するライダースーツの素材へと転用されている。
カイル
高野山に西住を狙ってやってきた米国国防総省のエージェント。そのために駐日米軍の部隊を秘密裏に指揮しており、軍での階級は少佐相当。のちに安重と智子を人質にとって京介に西住捕獲の協力という「取引」を持ち掛ける。

## イベント

### 舞台
第1シリーズの舞台化作品が2016年に東京、福岡、大阪にて上演。脚本は鈴木哲也、演出は深作健太、制作・主催は日本テレビ。本舞台は原作ACT.17と最終章の話がベースとなっている。

#### 日程
※開催年はすべて2016年
東京公演 ‐ 5月13～22日　天王洲 銀河劇場 （5月16日のみ休演、全13回）
福岡公演 ‐ 5月28日 　北九州芸術劇場 大ホール
大阪公演 ‐ 6月11・12日　 森ノ宮ピロティホール

#### その他のキャスト
入江 優（いりえ ゆう）
演 - 稲垣成弥　
間の表の世界の親友、原作のユキエのポジションに当たる。
鬼塚（おにづか）
演 - 市瀬秀和　
皇コンツェルン傭兵部隊の隊長。
犬飼（いぬかい）
演 - 中村誠治郎・川隅美慎　
皇静馬の部下（右腕）。東京会場のみ公演日もしくは公演時間によって演者が替わる。

#### スタッフ
脚本 - 鈴木哲也
演出 - 深作健太
美術 - 土岐研一
照明 - 倉本康史
音響 - 長野朋美
衣装 - KO-SUKE
ヘアメイク - 糸川智文
映像 - 石田肇
アクション指導 - 諸鍛冶裕太
ステージング-広崎うらん
演出助手 - 松森望宏
技術監督 - 小林清孝
舞台監督 - 小川亘
制作進行 - 児玉奈緒子
プロデューサー - 松村英幹
主催・企画・制作 - 日本テレビ

### ライブリーディングイベント
ステージ上のスクリーンに動画になった漫画が映し出され、声優がステージ上で生アフレコをするライブリーディングイベント『ことだま屋本舗EXステージ「ことだま屋×Z」』の1作品として『闇狩人⊿』が2018年と2019年に上演され、オンライン配信公演として作品単独で『ことだま屋EXステージ配信トライアル公演「闇狩人Δ」』が2021年に上演された。

#### 日程
ことだま屋EXステージ vol.5『ことだま屋ＸZ PART2』 2018年9月15-16日　会場・KMAパラダイスホール
ことだま屋EXステージ vol.7『ことだま屋ＸZ PART4』 2019年5月3・5・6日　会場・赤坂レッドシアター
ことだま屋EXステージ配信トライアル公演『闇狩人Δ』	2021年1月27日　会場・五反田Gプラスからオンライン生配信

#### その他のキャスト
キャストは『Z』サイト内の「ことだま屋本舗 ★リーディング部」特設ページのパンフレット画像と細川真義のリポート漫画に記載された者（主要人物で記述済みの者を除く）を記す。演者の後の〈 〉は『ことだま屋ｘZ』の登場回。他に井上優・大畑伸太郎・佐藤健輔も出演したが配役不明。
弘（ひろし）
演 - 代永翼〈PART2〉
ACT 1冒頭に登場した高校生。万引きの冤罪で屋上に逃げ込み隣のビルに飛び移ろうとしたところ、追ってきた警察官に突き落とされ命を落とす。目つきが鋭いため誤解されやすいが、母親曰く高校生になっても拾った小銭を交番に届けるような真面目で善良な少年であり、松田が閲覧した告発サイトの記事も誤解によるデマだった。
松田（まつだ）
演 - 稲村透〈PART4〉
ACT 1に登場した警察官。警察官の立場を利用して「犯罪を犯すような者は殺しても構わない」と実行に踏み切るサイコパスな思想を持ち、告発サイトからターゲットを絞って犯行に及ぶ。弘をビルの屋上から突き落とした件に加え、瑠璃らに目撃された逃走車の追跡による事故に見せかけた殺人を含め3件の犯行を犯している。そのためか彼の検挙率は署内一だった。
弘の母親の依頼を受け、深夜の街中で囮となった瑠璃を未成年の不審者と判断し単独で追いかけ、解体中のビルに駆けこみ拳銃を向けていた姿を一緒にパトロールし遅れてやってきた同僚警察官の森に目撃され、「正義執行妨害」としてあらかじめ用意していたナイフで森の首を刺した。なおもその未成年者（ビル内では秋月が替え玉になっていた）に迫ったところで、天井で待ち構えていた瑠璃によって始末された。
その後、救急搬送され意識が回復した森の証言によって彼の犯行が明るみになり、周辺捜査やスマホ等の履歴などから事件との関連が明らかとなり再捜査の運びとなった。
森（もり）
演 - 渡辺康大〈PART4〉
ACT 1に登場した松田と同僚の警察官。松田とは対照的に真面目な性格の持ち主。
松田とパトロールしていた際に未成年者（瑠璃）を単独で追いかけ廃墟ビルで拳銃を向ける松田の姿を見てしまい、それを不審に思い問いただしたところ突然松田にナイフで首を刺される。松田の始末後に生存が確認されたことで匿名通報によって救急搬送され、一時は重体だったものの首に刺さったナイフが止血の役割となったことが幸いし、意識を回復して一命を取り戻した。
ヨッちゃん
演 - 榊原仁〈PART2〉
ACT 2に登場した坊主頭で体格のいいチンピラ。両腕にチェーンをクロスに巻いた模様のタトゥーが入っている。マナー違反を咎めた主婦を通りかかるバスの接近を見計らって道路に突き出し殺害し、保険会社勤務の夫の依頼で、足を引っかけたもう一人の仲間（暴走族時代からの付き合いがある）と共に闇狩人の標的となる。その後始末を請け負った瑠璃に「生きてるだけで迷惑」と言われながら始末された（もう一人の仲間も間によって始末された）。
吉村 恵子（よしむら けいこ）
演 - 大川歩〈PART4〉
ACT 2に登場した、瑠璃とは違う学校に通う15歳の高校生。
チンピラの二人（ヨッちゃんともう一人の男）に理不尽に母親を殺されたことをきっかけに、過去に美奈子を殺害した犯人が闇狩人に始末された（との意見が多い）という噂を聞き、友人の誰かが闇狩人に依頼したと思い瑠璃らに接触し探してもらうよう頼みこむが、瑠璃に「闇狩人という凶器を使った人殺しになる」と言われ思い留められた。
母親が殺害された当日に些細な喧嘩をして家を出たため、謝ることができないまま母親が命を落としたことを後悔している。母親が購入した食材やレシートを見て、珍しく父親と同じ好物だった和風おろしハンバーグを作ろうとしていたことを後に思い出し、母親の昔の姿や喧嘩をしていても家族のことを考えていたことを思い浮かべながら涙を流して作る姿が描かれていた。
闇狩人探しでチンピラに絡まれ、たまたま通りかかった瑠璃に助けられた際、瑠璃が「あいだたけし」のアシスタントをしていると自慢気に語るも、彼女は間のことを知らなかった。
ホームレスの男
演 - 鈴木コウタ〈PART4〉
ACT 2で恵子が闇狩人を探している際に1コマだけ登場したホームレス。「昔それっぽい男が居たが、最近はとんと見かけない」と話している。
二宮 清貴（にのみや きよたか）
演 - 稲村透〈PART4〉
ACT 3に登場した出版社勤務で青年誌の副編集長。かつては間の担当編集者だった。編集者としては優秀だが、非効率な事やそれを理解しない人物を指して「バカが嫌い」と間に語っている。母親殺しの依頼者であり、嘱託殺人者として闇狩人の標的となった。間曰く、彼のことを救いの神という意味での「蜘蛛の糸」みたいな人だと秋月に話していたが、のちに彼の始末にかかろうとした自分自身を「自分で糸を切るなんて馬鹿な男」とも呟いていた。室井の尾行の際に共犯がいると感づいた間は、打ち合わせの際に二宮が携帯に入った公衆電話からの着信に対し折り返し電話すると通話していたことを思い出し共犯がいると確信していた。室井の始末後に室井のスマホからの着信に出なかったことから標的となった。始末される直前には、自首すれば自分の年齢ならやり直せると算盤を弾いていたが、間に始末された。
室井 星児（むろい せいじ）
演 - 堂坂晃三〈PART4〉　
ACT 3に登場した32歳のフリーター。二宮からの依頼で宅配便に成りすまし二宮の母親を殺害した。秋月曰く暴力や犯罪に対するハードルが恐ろしく低く、証拠となる物品を自宅アパートのゴミ置き場に出すほど杜撰だった。同様に目先のことしか考えておらず、殺人による臨時収入がはいったことで勤めていたバイトを辞めたり、始末にかかった瑠璃に反撃した上に乱暴しようとするが、瑠璃や秋月の攻撃にも瞬時に反応するなど反射神経が鋭い一面も持っている。
ナレーション
左座翔丸〈PART4〉　

## 各シリーズの単行本

### 『闇狩人』本編単行本
集英社 ジャンプコミックス発刊分 全6巻 
※巻数表記は「VOL.〇」。各エピソードの合間のページにはゲストとなった女性キャラ（善悪問わず）の水着カットがある。
1. 闇の世界より…の巻[251]（ISBN 4-08-871321-4）発売:1988年10月
2. 無言劇[252]（ISBN 4-08-871322-2）発売:1989年5月
3. 京に哭く鬼（ISBN 4-08-871323-0）発売:1989年7月
4. 夢の途中[253]（ISBN 4-08-871324-9）発売:1989年10月
5. 闇の記憶[254]（ISBN 4-08-871325-7）発売:1990年2月
6. Let it be（ISBN 4-08-871326-5）発売:1990年9月

ホーム社 ジャンプコミックスセレクション発刊分 全5巻
※JC版で描かれていた水着カットを除く描き下ろしページ及びJC版5巻収録の読切作はカットされている。
※eBookJapanでは本仕様をベースにデジタル配信されている。
1. 闇の世界より…（ISBN 978-4-83-421671-4）発売:1998年3月19日
2. 無言劇（ISBN 978-4-83-421672-1）発売:1998年4月17日
3. 京に哭く鬼（ISBN 978-4-83-421673-8）発売:1998年5月19日
4. 闇の記憶（ISBN 978-4-83-421674-5）発売:1998年6月19日
5. Let it be[255]（ISBN 978-4-83-421675-2）発売:1998年7月17日

### 各種外伝の単行本
集英社ジャンプコミックスより発刊。『無名の剣』のみ集英社ホームリミックスより発刊。eBookJapanからは「我竜京介 PUBLIC FILE」と共に「闇狩人スピンオフシリーズ」としてデジタル配信されている。
1. 坂口いく短編集 ALBUM 3「闇狩人-家族の肖像-」[256]（ISBN 4-08-871550-0）※闇狩人スピンオフシリーズ(2)
2. 闇狩人異伝　Dの軌跡（ISBN 4-08-871322-2）※闇狩人スピンオフシリーズ(1)
3. 新選組隊外記 無名の剣（ISBN 4-8342-4156-4）※闇狩人スピンオフシリーズ(4)

### 我竜京介 PUBLIC FILE 単行本
フロム出版社ベルコミックスより発刊。のち同社の再編により東京三世社ル・コミックスにレーベル移管。前述の通り、eBookJapanより「闇狩人スピンオフシリーズ」の3作目としてデジタル配信されている。
1. 我竜京介 PUBLIC FILE（ISBN 4-938752-07-7）※闇狩人スピンオフシリーズ(3)

### 闇狩人SELECTION
復刻版からさらに加筆修正を加え『Z』で配信された「闇狩人SELECTION 最終改訂版」の内容を収録。更に間・大介・京介のエピソードは新たにオールカラーで描かれている。『Z』配信時に付いていた「最終改訂版」の文言は長いということもあり外されている。
デジタル配信のみの展開で、『Δ』電子版と同じくジャンプコミックス・デジタルより刊行。
1. 闇狩人SELECTION　/ 2021年6月4日発売

### 新 闇狩人 単行本
坂口いく 原作・細川真義 作画 『新 闇狩人』 スクウェア・エニックス〈ビッグガンガンコミックス〉、全3巻
1. 2016年8月25日発売 ISBN 978-4-7575-5090-2
2. 2017年2月25日発売 ISBN 978-4-7575-5257-9
3. 2017年8月25日発売 ISBN 978-4-7575-5458-0

### 闇狩人⊿ 単行本
坂口いく 原作・細川真義 作画 『闇狩人 ⊿』 発行：ホーム社 / 発売：集英社〈集英社ホームコミックス〉（書籍版）〈ジャンプ・コミックス デジタル〉（電子書籍版）、全8巻
1. 2018年2月19日発売（同年2月24日初版発行） ISBN 978-4-8342-3264-6　/ 2018年3月2日発売 （デジタル版、以下同）
2. 2018年6月19日発売（同年6月24日初版発行） ISBN 978-4-8342-3267-7　/ 2018年7月4日発売
3. 2019年1月19日発売（同年1月23日初版発行） ISBN 978-4-8342-3275-2　/ 2019年2月4日発売
4. 2019年6月19日発売（同年6月24日初版発行） ISBN 978-4-8342-3282-0　/ 2019年7月4日発売
5. 2020年1月17日発売（同年1月22日初版発行） ISBN 978-4-8342-3287-5　/ 2020年2月4日発売
6. 2020年8月19日発売（同年8月24日初版発行） ISBN 978-4-8342-3292-9　/ 2020年9月4日発売
7. 2020年12月18日発売（同年12月23日初版発行） ISBN 978-4-8342-3294-3　/ 2021年1月4日発売
8. 2021年5月19日発売（同年5月24日初版発行） ISBN 978-4-8342-3305-6　/ 2021年6月4日発売

## その他
第1シリーズでは一部を除く各話にイメージソングが設定されていた。各話のイメージソングはJC版の2巻および6巻にてリストアップされている（本項では記載しない）。イメージソングの設定されていないエピソードは各読者のイメージで決めてもらうよう記されてある。
同じく第1シリーズでは月刊少年ジャンプ掲載時全話を通して扉絵も含めたカラーページは存在していない。そのため本編でのカラーページは『新』ACT・1が初となる。なお『⊿』では扉絵の他に話の最後のページにカラーページを見開きで入れることもある（ACT 1及び扉絵を兼ねたACT 13.5など）。